# 16. Februar
Der 16. Februar ist der 47. Tag des gregorianischen Kalenders, somit bleiben 318 Tage (in Schaltjahren 319 Tage) bis zum Jahresende.

## Ereignisse

### Politik und Weltgeschehen

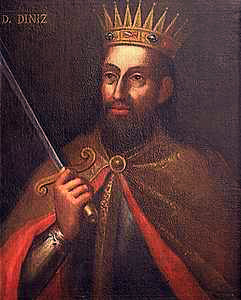
1279: Dionysius von Portugal

- 1279: Nach dem Tode seines Vaters Alfons III. besteigt Dionysius als sechster König aus dem Haus Burgund den portugiesischen Thron.
- 1486: Der habsburgische Erzherzog von Österreich Maximilian I. wird in Frankfurt am Main zum Rex Romanorum gekürt.
- 1525: 25 zu Memmingen gehörende Dörfer begehren wegen ihrer wirtschaftlichen, sozialen und religiösen Umstände auf und verlangen von der Reichsstadt und dem Schwäbischen Bund Verbesserungen. Ihre Forderungen bringen die Bauern kurz darauf in den Zwölf Artikeln vor. Sie werden während des Deutschen Bauernkriegs in Drucken weit verbreitet und zählen zu den ersten Erklärungen von Menschen- und Freiheitsrechten der Welt.
- 1630: Holländische Truppen nehmen in Brasilien den Portugiesen die Stadt Olinda ab und erobern in der Folge Pernambuco.
- 1704: Gegner des polnischen Wahlkönigs August II. finden sich in der Konföderation von Warschau zusammen. Sie entthronen den auch in Kursachsen regierenden Herrscher und rufen in Polen-Litauen ein Interregnum aus, das in einen Bürgerkrieg mündet.
- 1707: Das schottische Parlament billigt mit 110:69 Stimmen den Act of Union, die Vereinigung mit England. Eine Reihe von Abgeordneten hat sich zuvor bestechen lassen oder erhofft sich mit dem „Ja“ Entschädigungen für das fehlgeschlagene Darién-Projekt.

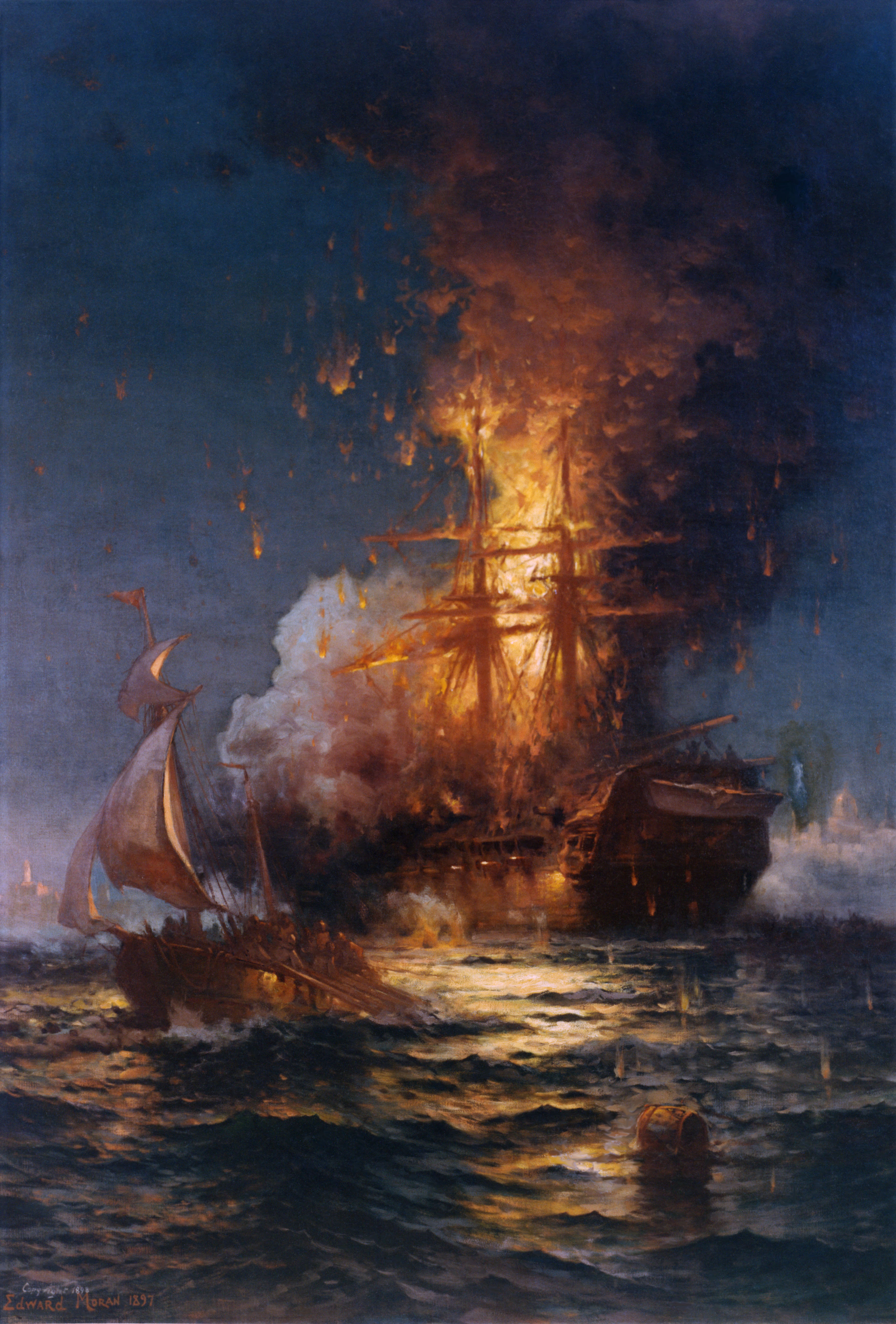
1804: USS Philadelphia

- 1804: Im Amerikanisch-Tripolitanischen Krieg gelingt es einem kleinen US-Kontingent unter Stephen Decatur jr., in den Hafen von Tripolis einzudringen und die im Oktober des Vorjahres von Piraten eroberte Fregatte USS Philadelphia in Brand zu setzen.
- 1817: Nach der Einnahme von Santiago de Chile im Chilenischen Unabhängigkeitskrieg wird Bernardo O’Higgins Director Supremo de Chile, ein mit diktatorischen Rechten ausgestatteter Präsident.

1862: General Buckner

- 1862: Mit der bedingungslosen Kapitulation der Konföderierten unter Simon Bolivar Buckner endet die fünf Tage dauernde Schlacht um Fort Donelson im Amerikanischen Bürgerkrieg. Die Einnahme des Forts ermöglicht in der Folge einen Vorstoß der Union unter Ulysses S. Grant entlang des Cumberland und des Tennessee.

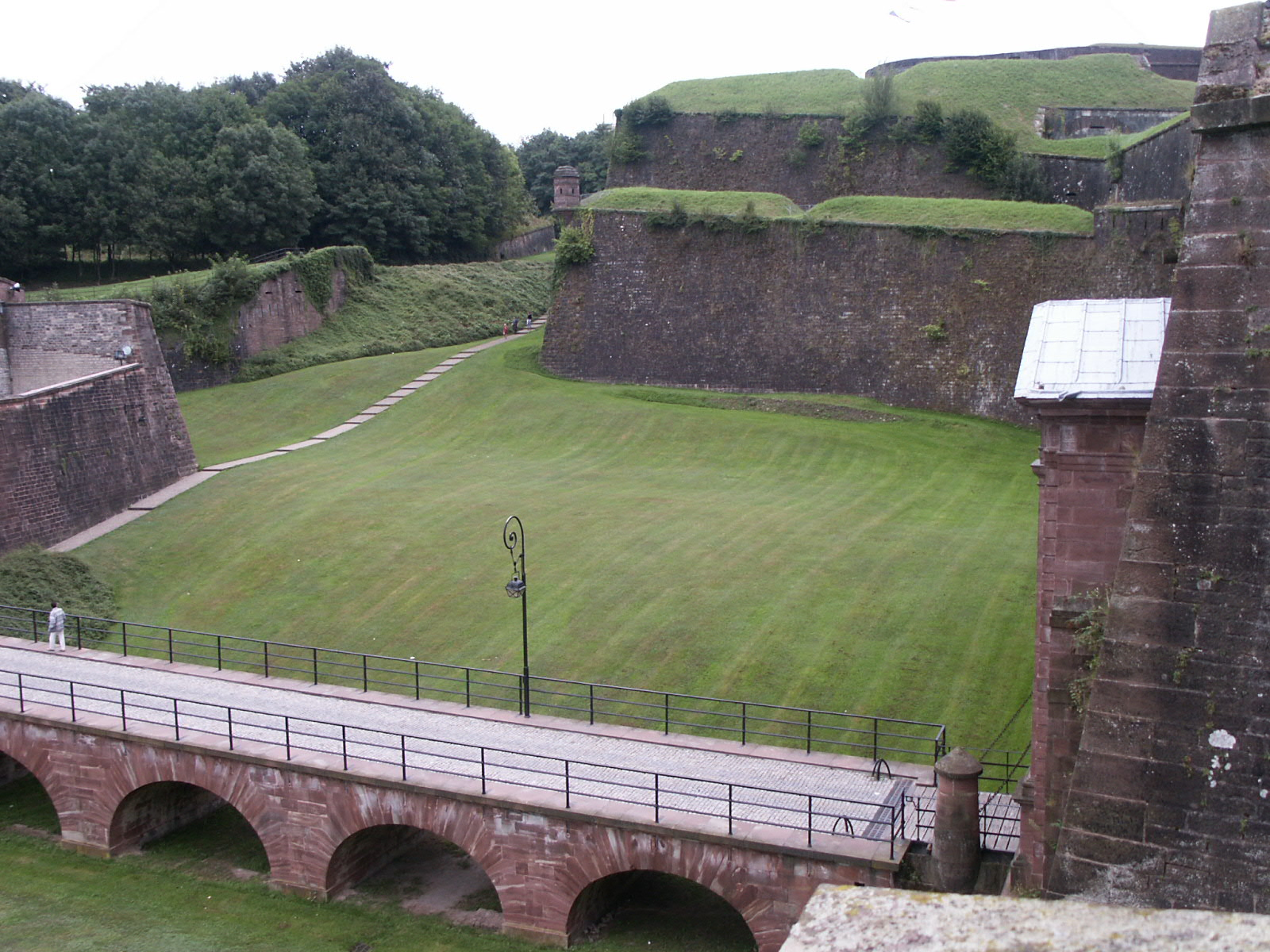
1871: Festung Belfort (Teilansicht)

- 1871: Im Deutsch-Französischen Krieg enden die letzten militärischen Operationen. Nach 108 Tagen Belagerung wird die ostfranzösische Stadt Belfort den deutschen Truppen übergeben.
- 1881: Der französische Offizier und Afrikaforscher Paul Flatters und seine Begleiter werden bei einer Expedition zum Erkunden einer Trasse für eine Transsahara-Bahn von Tuareg in eine Falle gelockt und getötet.
- 1918: Litauens Lietuvos Taryba erklärt seine Unabhängigkeit sowohl von Deutschland als auch von Russland.
- 1919: Bei der Wahl der konstituierenden Nationalversammlung in Österreich dürfen Frauen erstmals wählen. Die Sozialdemokratische Arbeiterpartei wird mit 40,8 % stärkste Partei vor den christlich-sozialen Parteien.
- 1923: Erstmals wird in Deutschland ein gesondertes Jugendstrafrecht eingerichtet: Das von Gustav Radbruch entworfene erste deutsche Jugendgerichtsgesetz (RJGG) wird erlassen.
- 1925: Der seit dem Hitler-Ludendorff-Putsch 1923 geltende Ausnahmezustand in Bayern wird aufgehoben. Das macht den Weg für die Neugründung der NSDAP frei.
- 1936: Bei den letzten Wahlen zum spanischen Parlament vor Beginn des Spanischen Bürgerkriegs wird die Frente Popular der Linken unter Manuel Azaña stärkste Kraft.

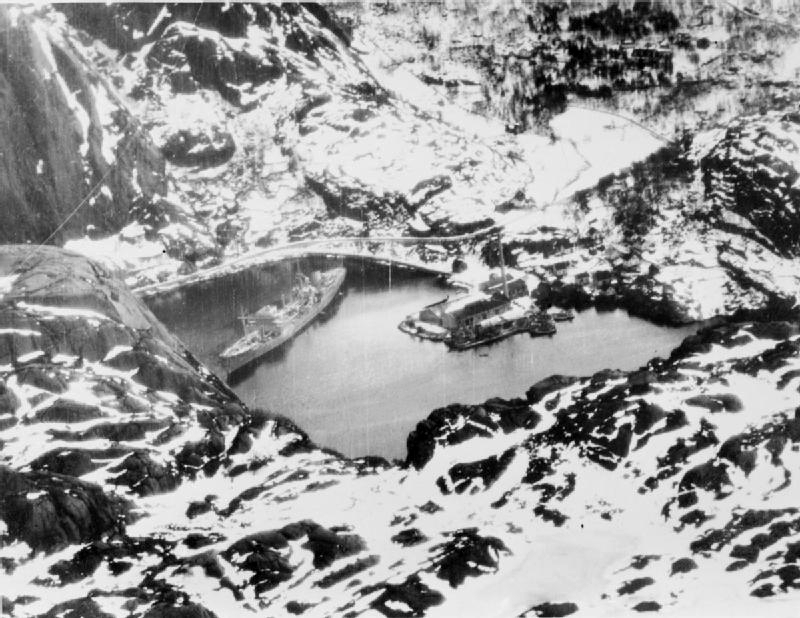
1940: Die Altmark im Jøssingfjord kurz vor dem britischen Angriff

- 1940: Das deutsche Versorgungsschiff Altmark wird mit 303 gefangenen alliierten Matrosen an Bord vom britischen Zerstörer Cossack in Hoheitsgewässern des im Zweiten Weltkrieg neutralen Norwegen angegriffen und geentert. Der sogenannte Altmark-Zwischenfall stellt einen weiteren Grund für das Unternehmen Weserübung dar, die Besetzung Norwegens durch die deutsche Wehrmacht.

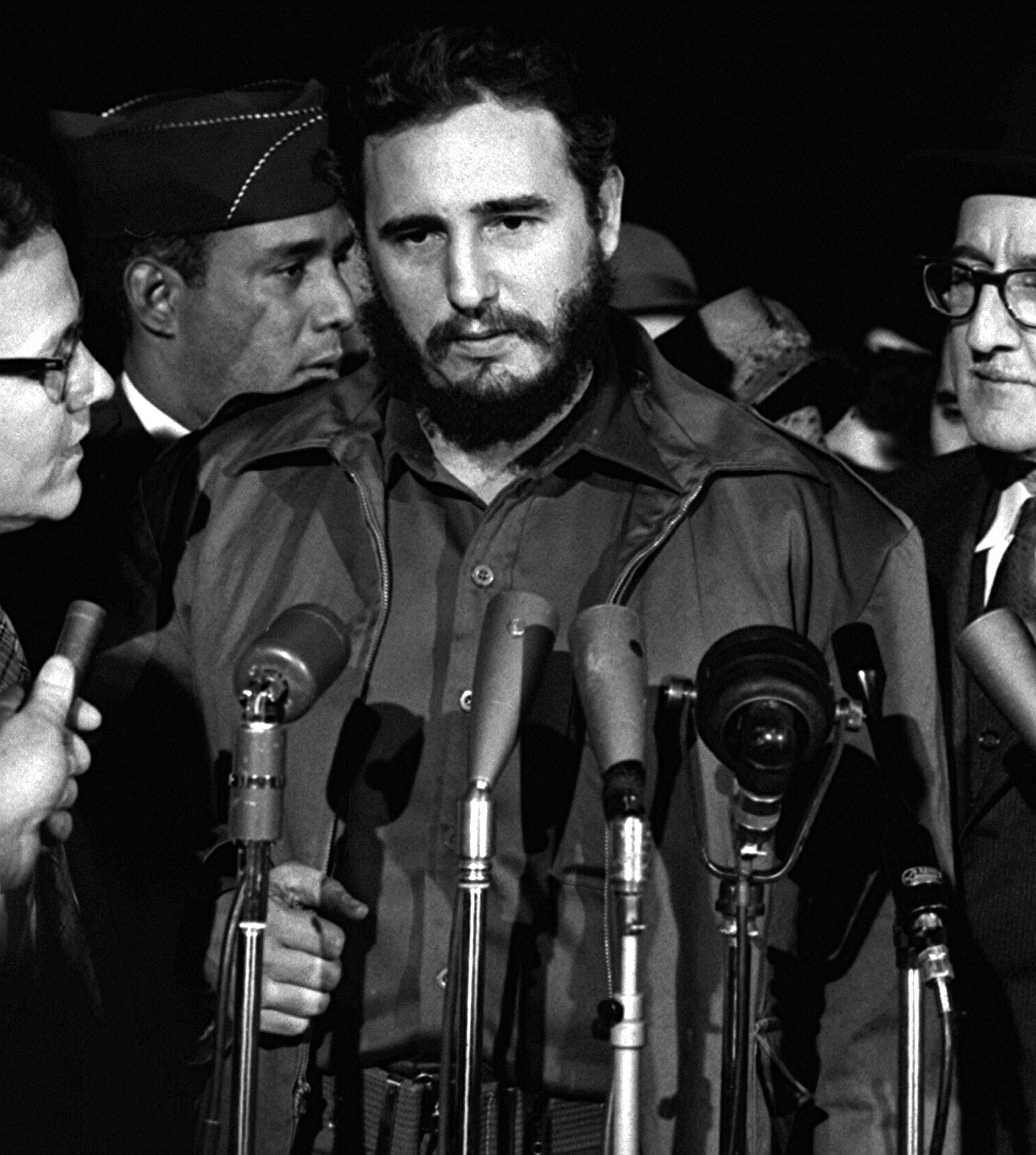
1959: Fidel Castro

- 1959: Fidel Castro wird in Kuba als Regierungschef vereidigt und behält dieses Amt 49 Jahre inne, bis er 2008 aus gesundheitlichen Gründen die Macht an seinen Bruder Raúl abtritt.
- 1964: Willy Brandt wird als Nachfolger von Erich Ollenhauer Parteivorsitzender der SPD. Er hat dieses Amt bis ins Jahr 1987 inne.

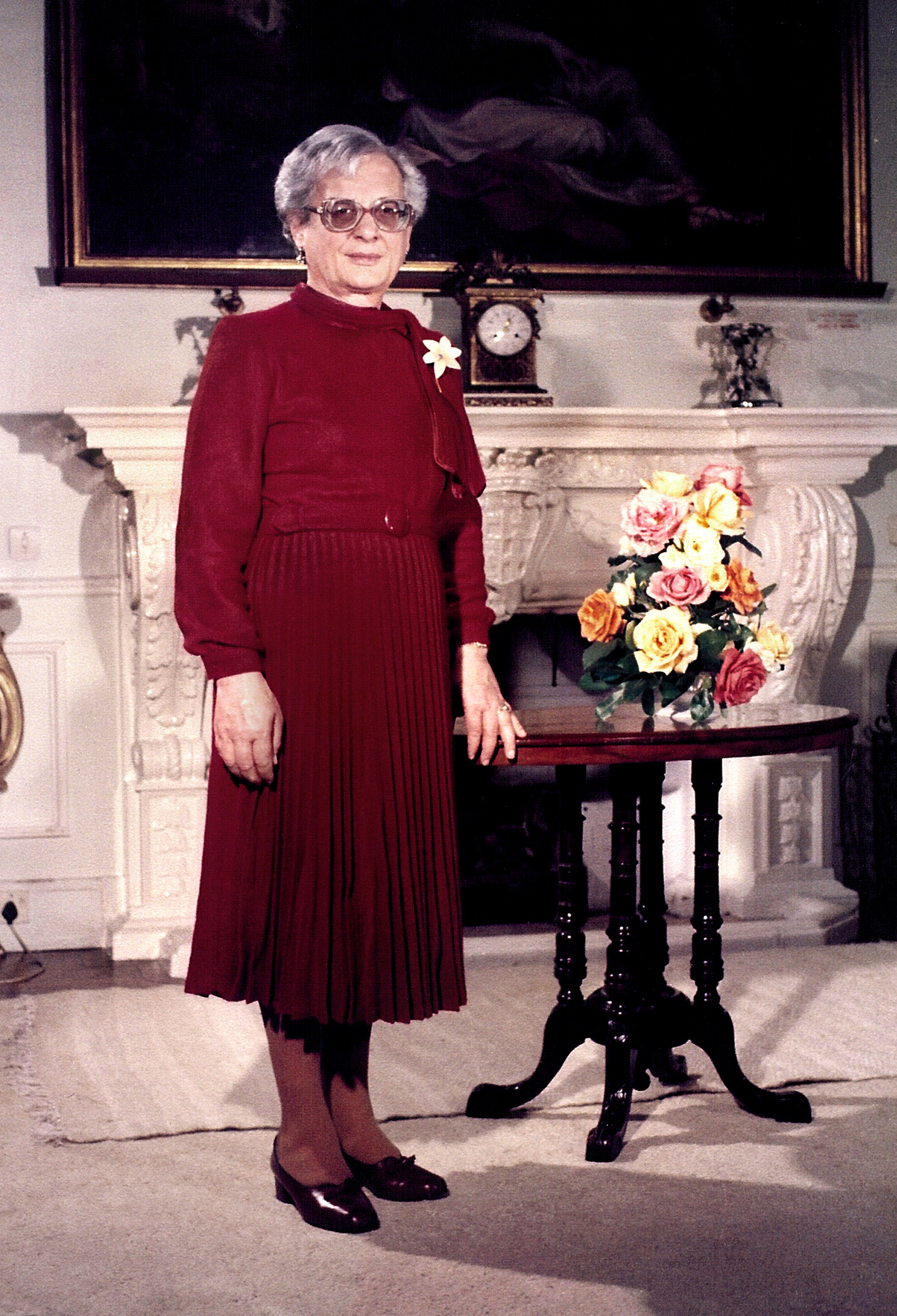
1982: Agatha Barbara

- 1982: Auf Malta wird mit Agatha Barbara erstmals eine Frau in das Präsidentenamt gewählt.
- 1986: Bei der Stichwahl um das Präsidentenamt in Portugal gewinnt Mário Soares mit knapp 2 % Vorsprung gegen Diogo Freitas do Amaral.
- 1987: Der ehemalige Flick-Manager Eberhard von Brauchitsch wird im Prozess zur Flick-Affäre in Bonn zu zwei Jahren Haft auf Bewährung verurteilt. Die vormaligen Bundesminister Hans Friderichs und Otto Graf Lambsdorff werden wegen Steuerhinterziehung zu einer Geldstrafe verurteilt.
- 1989: In Bagdad gründen Irak, Jordanien, Ägypten und die Jemenitische Arabische Republik (Nordjemen) den Arabischen Kooperationsrat. Ziel des vor allem auf irakisches Betreiben gegründeten Bündnisses soll die Einheit, Solidarität und Stärkung der arabischen Nation sein. Trotz einiger Kooperationsabkommen und weiterer Abkommenentwürfe entsteht nur eine Art Freihandelszone.

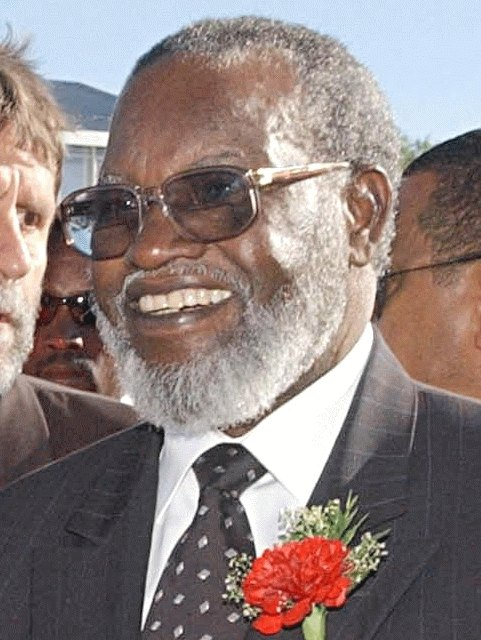
1990: Sam Nujoma

- 1990: Sam Nujoma von der Südwestafrikanischen Volksorganisation wird zum ersten Präsidenten eines unabhängigen Namibia gewählt.
- 2005: Das 1997 beschlossene Kyoto-Protokoll, in dem sich die Unterzeichnerstaaten zur Verringerung des Ausstoßes von Treibhausgasen verpflichten, tritt in Kraft.
- 2011: Im Zuge des Arabischen Frühlings versammeln sich in Bahrain mehrere Zehntausend Menschen auf dem Perlenplatz in Manama, um friedlich unter der Parole „Das Volk fordert den Sturz des Regimes“ gegen die bahrainische Regierung zu demonstrieren. Der Platz wird bereits in der Nacht unter dem Einsatz von Schusswaffen geräumt.

### Wirtschaft
- 1852: Der deutschstämmige Farmer, Hufschmied und Wagenhersteller Henry Studebaker gründet in South Bend, Indiana den US-amerikanischen Wagen- und Automobilhersteller Studebaker.

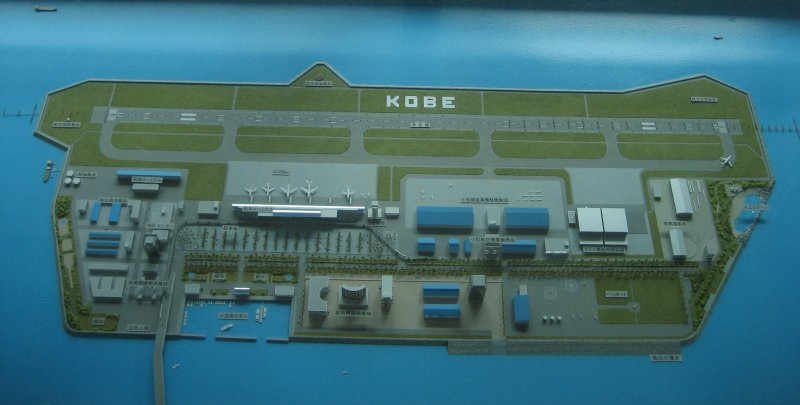
2006: Modell des Flughafens Kōbe

- 2006: Der umstrittene japanische Inlandsflughafen Kōbe wird in Betrieb genommen. Kritisiert wird vor allem der zu erwartende Fluglärm und dass es im Großraum bereits zwei Flughäfen gibt, den Flughafen Kansai und den Flughafen Osaka-Itami.

### Wissenschaft und Technik
- 1857: In den Vereinigten Staaten wird auf Initiative Amos Kendalls die Gallaudet University unter dem Namen Columbia Institution for the Instruction of the Deaf and Dumb and the Blind gegründet, die erste Universität für Gehörlose und Schwerhörige.
- 1863: Die Kansas State University wird in Manhattan, Kansas, gegründet. Sie ist die älteste und zweitgrößte Hochschule des Bundesstaats.
- 1874: Die Challenger überquert im Rahmen der Challenger-Expedition als erstes Dampfschiff den südlichen Polarkreis.
- 1900: Der Norweger Carsten Egeberg Borchgrevink stellt während der Southern-Cross-Expedition zusammen mit zwei Begleitern 58 Jahre nach James Clark Ross mit 78°10’S einen neuen Rekord in der größten Annäherung an den geographischen Südpol auf.

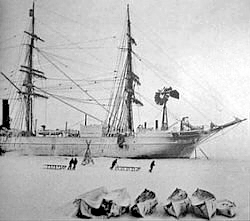
1904: Die Discovery im Eis der Antarktis

- 1904: Nach zwei Jahren im Eis gelingt es einer Rettungsexpedition unter der Führung der Terra Nova, das britische Forschungsschiff RRS Discovery unter Robert Falcon Scott aus dem Packeis im antarktischen McMurdo-Sund zu befreien. Trotz des langen Eingeschlossenseins ist die Discovery-Expedition, an der auch Ernest Shackleton teilnimmt, ein Erfolg.

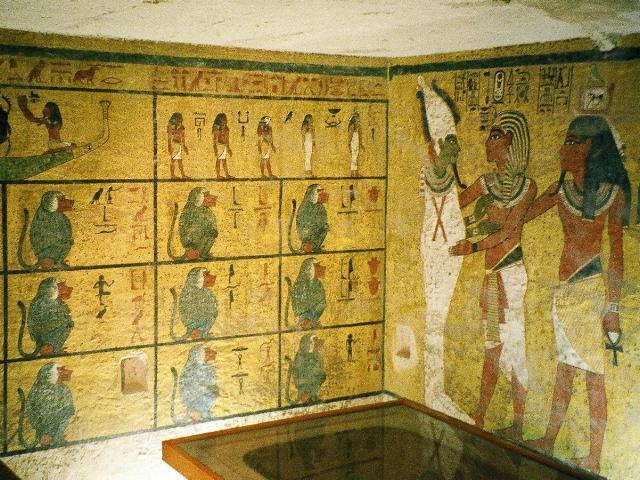
1923: Grabraum des Tutanchamun

- 1923: Howard Carter und Lord Carnarvon öffnen die Grabkammer des altägyptischen Königs der 18. Dynastie, Tutanchamun, im Grab KV62, das Carter am 4. November des Vorjahres im Tal der Könige entdeckt hat.
- 1948: Der Astronom Gerard Peter Kuiper entdeckt den um den Planeten Uranus kreisenden Mond Miranda.
- 1967: Der erste Hubschrauber mit starrem Rotorkopf, der Bölkow Bo 105, absolviert seinen Erstflug.

### Kultur
- 1699: Die Uraufführung der Oper Die Verbindung des großen Herkules mit der schönen Hebe von Reinhard Keiser erfolgt in der Hamburger Oper am Gänsemarkt.
- 1710: An der Wiener Hofburg findet die Uraufführung der Oper Caio Gracco von Giovanni Bononcini statt.
- 1715: Am Teatro San Bartolomeo in Neapel wird die Oper Il Tigrane ossia L’egual impegno d’amore e di fede von Alessandro Scarlatti mit großem Erfolg uraufgeführt.

1807: Torquato Tasso, Titelblatt des Erstdruckes

- 1807: In Weimar wird Goethes Schauspiel Torquato Tasso uraufgeführt und von der Kritik in den höchsten Tönen gelobt.
- 1832: In Prag findet die Uraufführung der Oper Der Lastträger an der Themse von Conradin Kreutzer statt.
- 1854: An der Pariser Opéra-Comique wird die Oper L’étoile du nord (Nordstern) von Giacomo Meyerbeer, eine Umarbeitung seines früheren Werkes Ein Feldlager in Schlesien, mit dem Libretto von Eugène Scribe uraufgeführt.

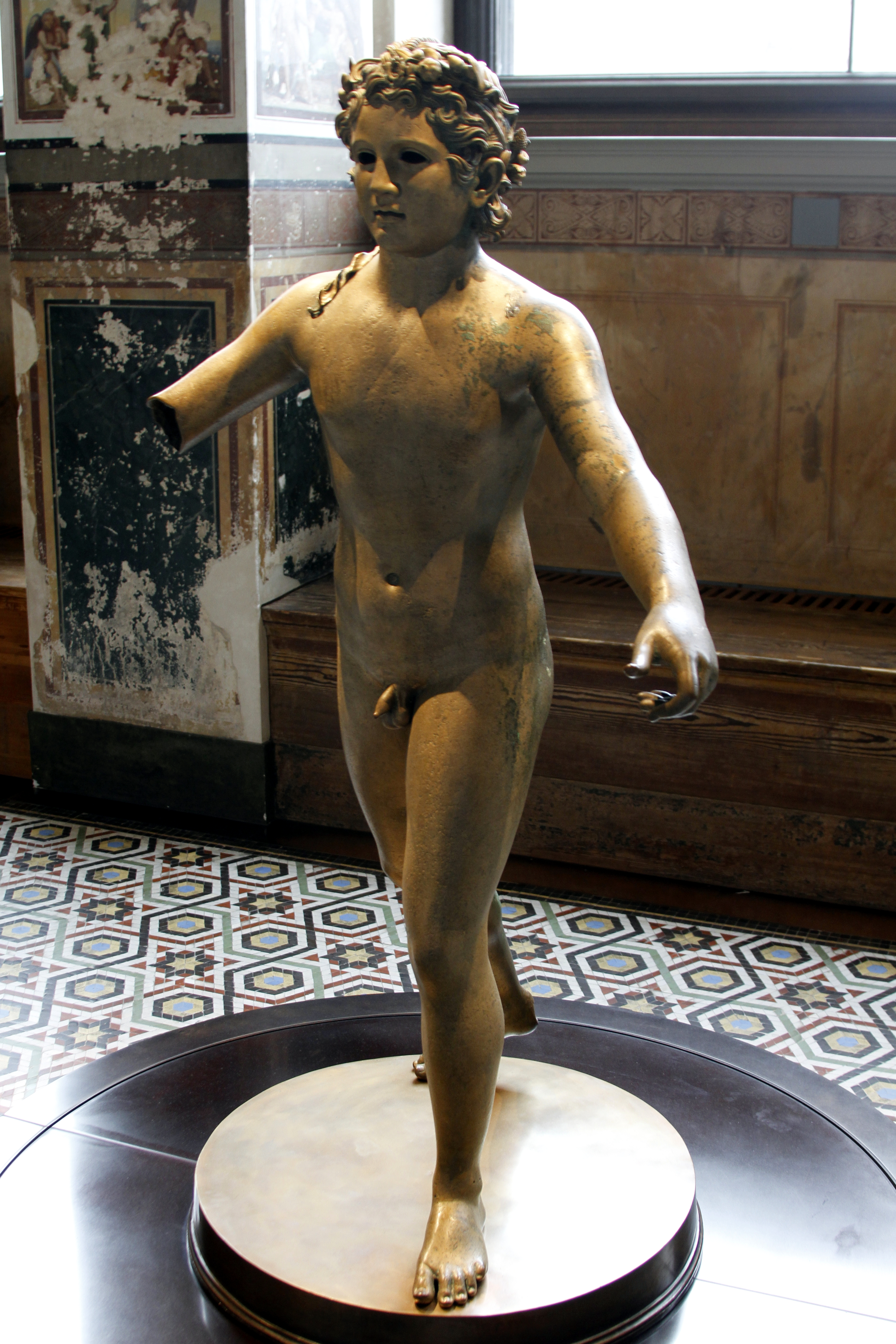
1858: Der Xantener Knabe

- 1858: Nahe bei Xanten finden sechs Fischer im Ufergelände des Rheins den Xantener Knaben, eine bronzene Statue aus römischer Zeit.
- 1893: Die Sinfonische Dichtung En Saga von Jean Sibelius wird in Helsinki uraufgeführt.
- 1895: Am Teatro alla Scala in Mailand wird die Oper Guglielmo Ratcliff (William Ratcliff) von Pietro Mascagni uraufgeführt.
- 1974: Die Uraufführung der Oper Einstein von Paul Dessau mit dem Text von Karl Mickel findet in der Inszenierung von Ruth Berghaus an der Deutschen Oper Berlin statt.
- 1985: An der Dresdner Staatsoper erfolgt die Uraufführung der Oper Die Weise von Liebe und Tod des Cornets Christoph Rilke von Siegfried Matthus nach dem gleichnamigen Werk von Rainer Maria Rilke.
- 2003: In This World – Aufbruch ins Ungewisse des britischen Regisseurs Michael Winterbottom wird als bester Film im Wettbewerb der 53. Berlinale mit dem Goldenen Bären ausgezeichnet.
- 2017: Der britische Spielfilm T2 Trainspotting startet in den deutschen Kinos.

### Gesellschaft
- 1994: In Hamburg-Billstedt wird der erste Fixerraum in Deutschland eingerichtet.
- 2001: Bundespräsident Johannes Rau unterzeichnet das Lebenspartnerschaftsgesetz. Nach Inkrafttreten dürfen Homosexuelle eine staatlich anerkannte eheähnliche Gemeinschaft eingehen.

### Religion

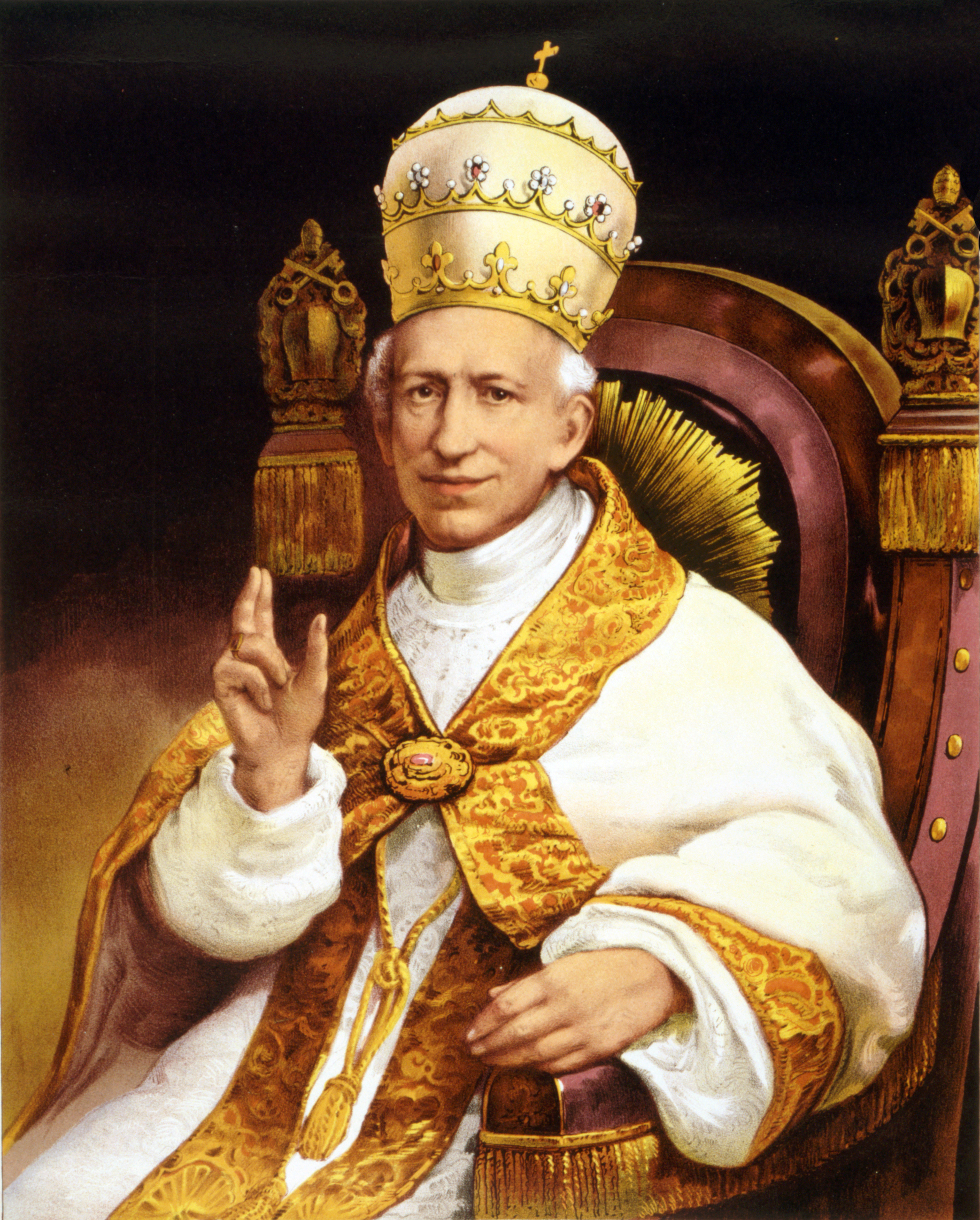
1892: Leo XIII.

- 1892: In der Enzyklika Au milieu des sollicitudes über Kirche und Staat in Frankreich versucht Papst Leo XIII. die dort schwierigen Beziehungen beider Institutionen zu verbessern.

### Katastrophen

1962: Sturmflut in Hamburg

- 1962: In der Nacht auf den 17. Februar trifft eine schwere Sturmflut auf Norddeutschland, die allein im schwer betroffenen Hamburg über 300 Menschenleben fordert.
- 1998: Ein Airbus A300 der China Airlines verfehlt die Landebahn in der taiwanischen Hauptstadt Taipeh. Insgesamt sterben 203 Menschen.

Kleinere Unglücksfälle sind in den Unterartikeln von Katastrophe und in der Liste von Katastrophen aufgeführt.

### Natur und Umwelt
- 2007: Tanja, das zu jener Zeit einzige Walross in einem deutschen Tierpark, stirbt im Alter von 33 Jahren im Zoo Hannover.

### Sport
- 1885: Im Schweizer Kurort St. Moritz findet das erste Cresta-Rennen als Vorläufer des Skeletonsports statt.
- 1899: In Island wird mit dem KR Reykjavík der erste Fußballverein im Land gegründet.
- 1957: Mit einem 4:0-Finalsieg über die äthiopische Nationalmannschaft gewinnt die ägyptische Auswahl die 1. Fußball-Afrikameisterschaft, die am 10. Februar unter Teilnahme von vier Mannschaften begonnen hat.

Einträge von Leichtathletik-Weltrekorden befinden sich unter der jeweiligen Disziplin unter Leichtathletik.

## Geboren

### Vor dem 18. Jahrhundert
- 1032: Song Yingzong, fünfter chinesischer Kaiser der Song-Dynastie
- 1331: Coluccio Salutati, italienischer Politiker, Philosoph
- 1447: Johann Ludwig von Savoyen, Administrator des Erzbistums von Tarentaise und des Bistums von Genf
- 1456: Achille Grassi, Bischof von Bologna und Kardinal
- 1470: Erich I., Herzog zu Braunschweig-Lüneburg und regierender Fürst von Calenberg-Göttingen
- 1481: Sebastian von Diesbach, Schultheiss der Stadt Bern

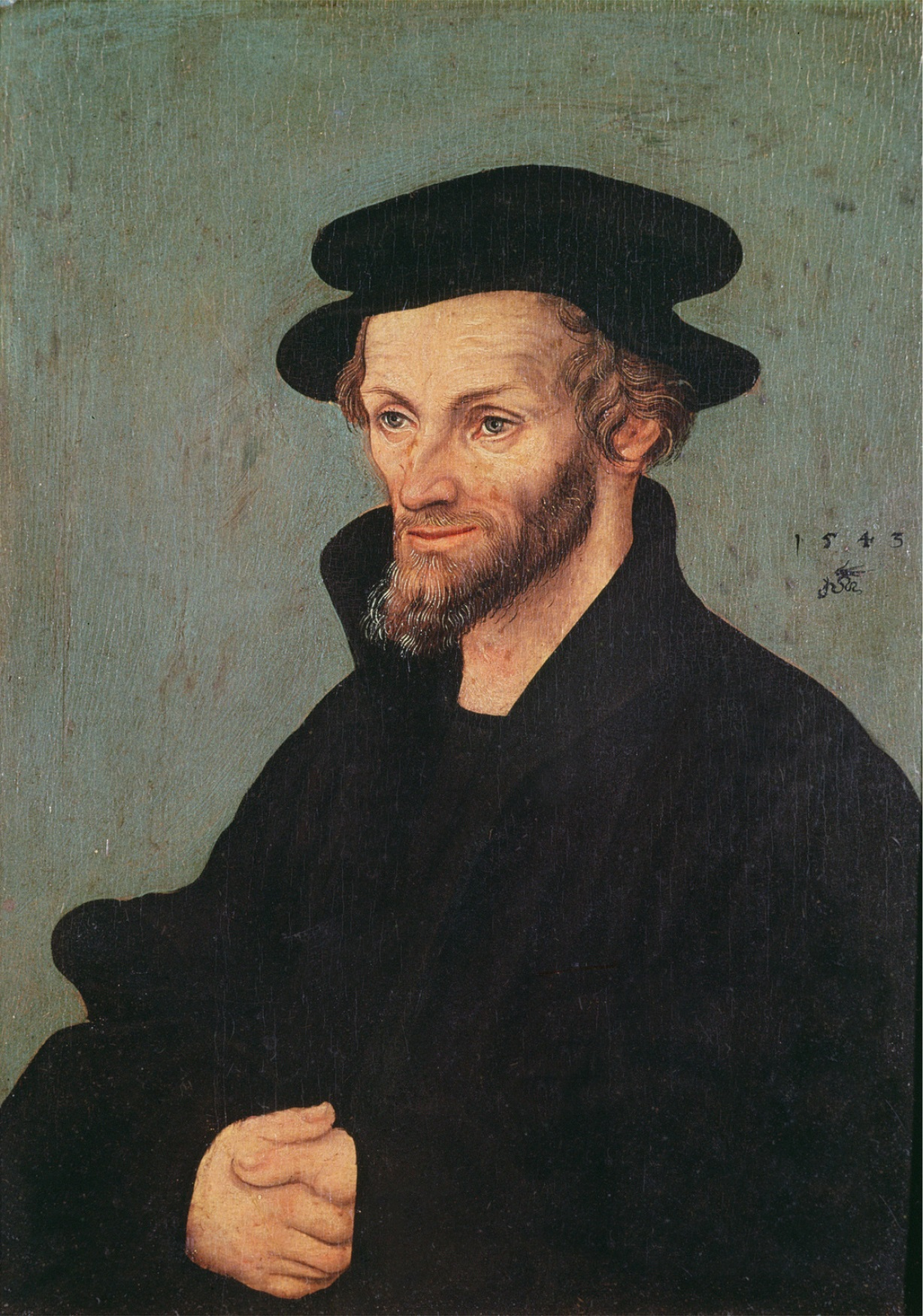
Philipp Melanchthon (* 1497)

- 1497: Philipp Melanchthon, deutscher Reformator, Theologe, Philologe, Philosoph, Humanist, Lehrbuchautor und Dichter
- 1514: Georg Joachim Rheticus, österreichischer Mathematiker und Astronom
- 1519: Gaspard II. de Coligny, französischer Admiral und Hugenottenführer
- 1536: Margarethe von Österreich, Erzherzogin von Österreich und Mitbegründerin und Stiftsdame des Haller Damenstifts
- 1543: Kanō Eitoku, japanischer Maler
- 1548: George Carey, 2. Baron Hunsdon, englischer Adeliger und Förderer des Theaters
- 1556: Tōdō Takatora, japanischer Feudalfürst
- 1577: Thomas Lansius, deutscher Jurist
- 1580: August Friedrich, Markgraf von Brandenburg
- 1601: Charles de Schomberg, französischer Feldherr
- 1620: Friedrich Wilhelm, Kurfürst von Brandenburg („Großer Kurfürst“)
- 1643: Orazio Marinali, italienischer Bildhauer
- 1655: Karl Emil von Brandenburg, Sohn des Großen Kurfürsten
- 1656: Anthony Cary, 5. Viscount Falkland, britischer Politiker
- 1659: Peter Lackmann, deutscher evangelischer Theologe und geistlicher Lieddichter
- 1660: Erdmann von Glasenapp, königlich-preußischer Generalmajor
- 1679: Friedrich Wilhelm, Herzog von Sachsen-Meiningen
- 1684: Bohuslav Matěj Černohorský, tschechischer Komponist und Orgellehrer
- 1698: Pierre Bouguer, französischer Geodät und Astronom
- 1700: Pedro Messía de la Cerda, spanischer Offizier, Kolonialverwalter und Vizekönig von Neugranada

### 18. Jahrhundert
- 1707: Wilhelm Anton von der Asseburg, Fürstbischof von Paderborn
- 1708: Adam Friedrich von Seinsheim, Fürstbischof von Würzburg und Bamberg
- 1709: Carl Christoph Oelhafen von Schöllenbach, Forstwissenschaftler, Naturforscher und Waldamtmann der freien Reichsstadt Nürnberg
- 1714: Virgilius Augustin Maria von Firmian, Fürstbischof von Lavant
- 1717: Karl Gotthelf Müller, deutscher Rhetoriker, Dichter und lutherischer Theologe
- 1724: Casimir Friedrich Boos von Waldeck und Montfort, Landkomtur und Rektor der Universität Trier
- 1724: Christopher Gadsden, Delegierter von South Carolina im Kontinentalkongress
- 1724: Christian Ludwig Stieglitz, deutscher Jurist, Ratsherr und Mineraliensammler
- 1727: Nikolaus Joseph von Jacquin, österreichischer Botaniker und Chemiker
- 1727: Friedrich von der Trenck, preußischer Offizier und Abenteurer
- 1731: Marcello Bacciarelli, italienischer Maler des Barock und Klassizismus
- 1732: Johann Friedrich Burscher, deutscher lutherischer Theologe
- 1734: Georg Philipp Dohlhoff, Apotheker und Bürgermeister der Pfälzer Kolonie in Magdeburg
- 1736: Helfrich Peter Sturz, deutscher Schriftsteller der Aufklärung
- 1739: Gottlieb Schlegel, deutscher evangelischer Theologe und Generalsuperintendent für Vorpommern
- 1740: Giambattista Bodoni, italienischer Schriftentwerfer, Buchdrucker und Verleger
- 1744: Johann Georg Otto, deutscher Beamter
- 1747: Heinrich XIII., Fürst Reuß zu Greiz
- 1750: Engelbert Arndts, westfälischer Jurist, kaiserlicher Postmeister und Beamter
- 1753: Friedrich Gustav Arvelius, estnisch-deutschbaltischer Schriftsteller und Volksaufklärer

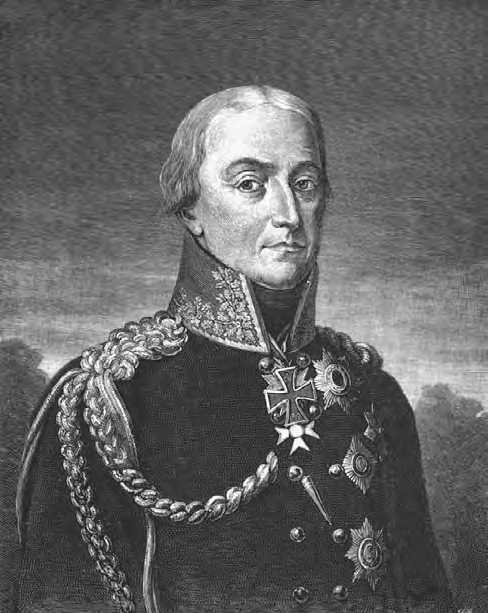
Friedrich Wilhelm Bülow von Dennewitz (* 1755)

- 1755: Friedrich Wilhelm Bülow von Dennewitz, preußischer General
- 1758ː Michaela Morasch, Äbtissin im Kloster St. Walburg, Eichstätt
- 1761: Jean-Charles Pichegru, französischer General der Revolutionskriege
- 1772: Friedrich Gilly, deutscher Architekt und Baumeister
- 1774: Pierre Rode, französischer Violinist und Komponist
- 1775: Zalmon Wildman, US-amerikanischer Politiker
- 1778: John Colborne, 1. Baron Seaton, britischer Feldmarschall und Kolonialverwalter
- 1786: Maria Pawlowna, Großherzogin von Sachsen-Weimar-Eisenach
- 1789: Charles Rivière-Hérard, Präsident von Haiti
- 1790: Juan Van Halen, spanischer General
- 1790: Claude Servais Mathias Pouillet, französischer Physiker
- 1791: Friedrich von Ammon, deutscher Professor
- 1799: Friedrich Gotthilf Fritsche, deutscher evangelischer Geistlicher
- 1799: Heinrich von Kittlitz, deutscher Ornithologe, Naturforscher, Reisender und Zeichner

### 19. Jahrhundert

#### 1801–1850

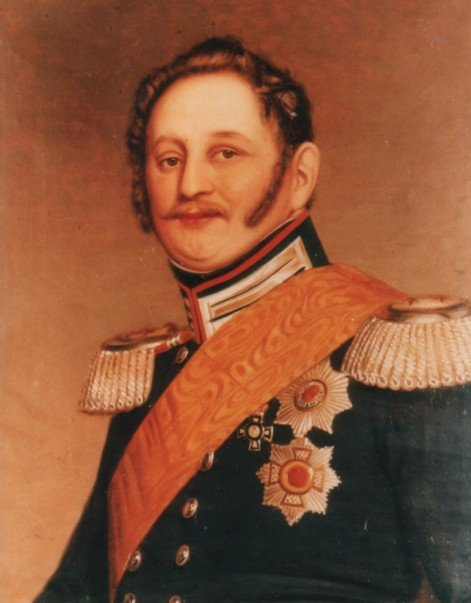
Konstantin von Hohenzollern-Hechingen (* 1801)

- 1801: Konstantin, letzter Fürst von Hohenzollern-Hechingen
- 1801: Julius Theodor Christian Ratzeburg, deutscher Zoologe, Entomologe und Forstwissenschaftler
- 1802: Carl Abraham Mankell, schwedischer Komponist
- 1803: Carl Julius Milde, deutscher Zeichenlehrer am Katharineum
- 1805: Heinrich von Hofstätter, deutscher Bischof von Passau
- 1808: Franz Kaspar Drobe, deutscher Priester, Bischof von Paderborn
- 1811: Béla Wenckheim, ungarischer Politiker, Ministerpräsident
- 1812: Henry Wilson, US-amerikanischer Politiker
- 1813: Joseph Reid Anderson, US-amerikanischer Ingenieur, Brigadegeneral und Unternehmer
- 1813: Semen Hulak-Artemowskyj, ukrainischer Opernsänger und Komponist
- 1815: Ottokar Maria Graf von Attems, österreichischer Fürstbischof
- 1815: Karl Heinrich Caspari, deutscher Geistlicher, Theologe und Schriftsteller
- 1815: Friedrich Hermann Lütkemüller, deutscher Orgelbauer
- 1816: Gustav von Bonstetten, Schweizer Archäologe
- 1816: John Retcliffe, eigentlich Hermann Goedsche, deutscher Schriftsteller
- 1817: Mathilde Raven, deutsche Schriftstellerin
- 1818: Wilhelm Wider, deutscher Maler
- 1821: Heinrich Barth, deutscher Afrikaforscher
- 1822: James Patton Anderson, US-amerikanischer Generalmajor
- 1822: Francis Galton, britischer Naturforscher und Mediziner
- 1822: James Thomson, britischer Ingenieur, Physiker und Erfinder
- 1826: Auguste Bouvier, Schweizer reformierter Theologe
- 1826: Franz von Holstein, deutscher Komponist
- 1826: Joseph Victor von Scheffel, deutscher Schriftsteller und Dichter
- 1826: Walpurga Schindl, österreichische Dichterin aus Tirol
- 1827: Carl Scheibler, deutscher Chemiker
- 1829ː Helene von Hülsen, deutsche Schriftstellerin und Salonnière
- 1830: Émile Durand, französischer Komponist und Musikpädagoge
- 1831: Benjamin Dwight Allen, US-amerikanischer Organist und Komponist

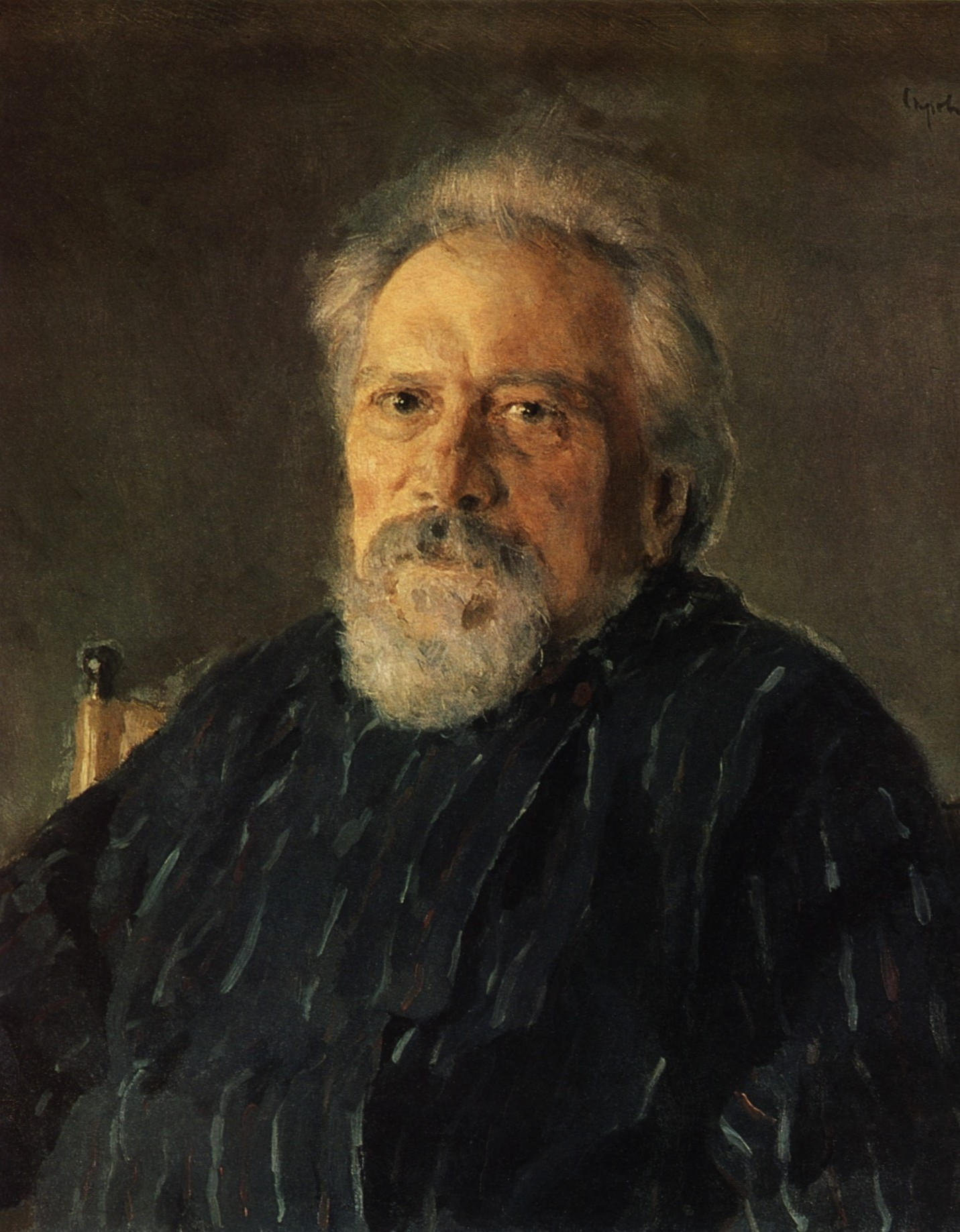
Nikolai Semjonowitsch Leskow (* 1831)

- 1831: Nikolai Semjonowitsch Leskow, russischer Schriftsteller
- 1834: Wilhelm König, Schweizer Beamter, Autor und Journalist in Berndeutsch
- 1834: Ernst Haeckel, deutscher Zoologe und Philosoph
- 1834: Salesia Strickler, Schweizer Ordensfrau und Generaloberin
- 1835: Adolf von Donndorf, deutscher Bildhauer
- 1838: Henry Adams, US-amerikanischer Historiker und Kulturphilosoph, Pulitzer-Preisträger

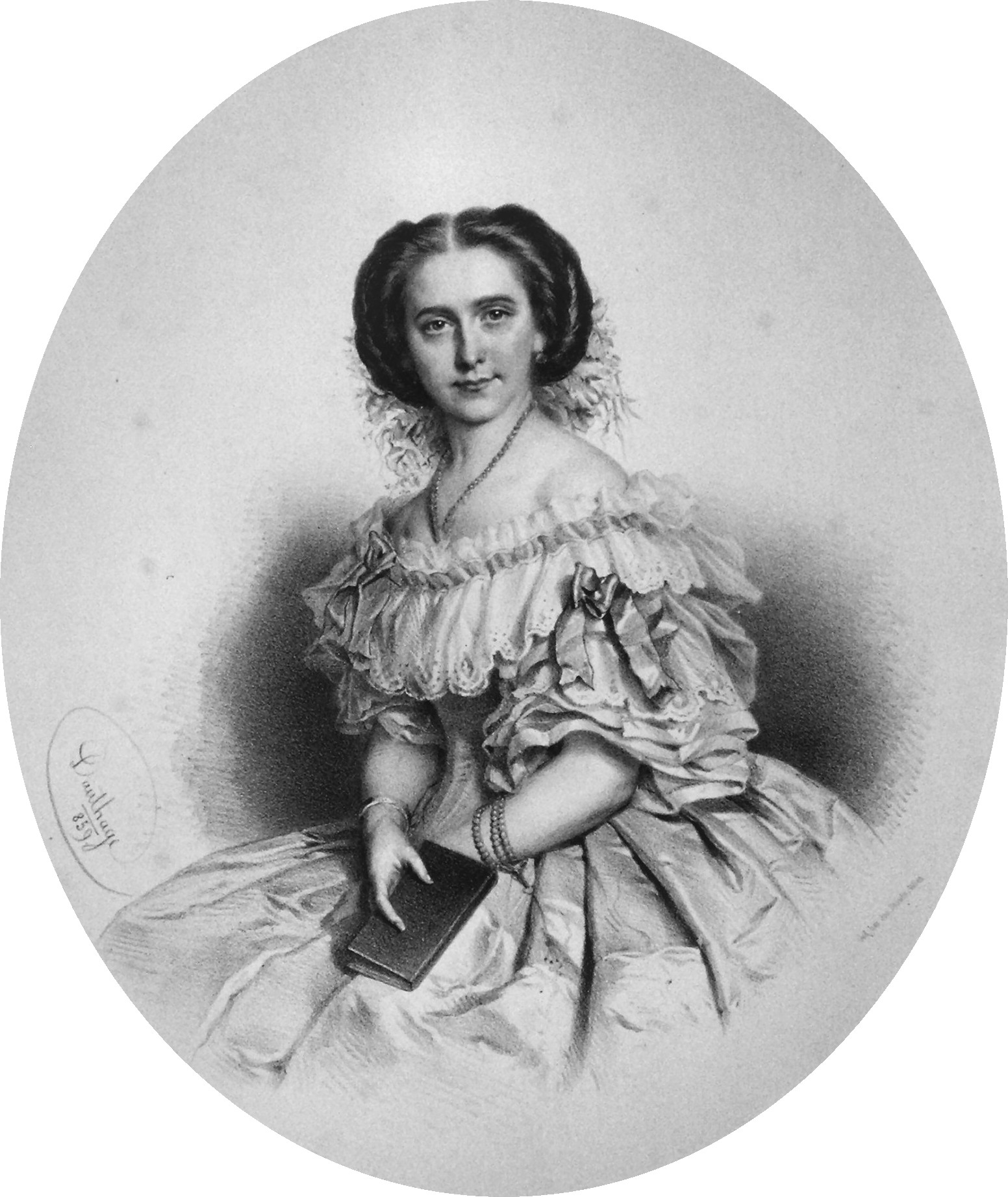
Friederike Bognar (* 1840)

- 1840: Friederike Bognár, deutsche Schauspielerin
- 1841: John Emory Andrus, US-amerikanischer Politiker
- 1841: Ferdinand von Droste zu Hülshoff, deutscher Ornithologe und Schriftsteller
- 1843: Rudolph Blankenburg, US-amerikanischer Geschäftsmann und Politiker
- 1844: James Guillaume, Schweizer Anarchist und Schriftsteller
- 1845: François-Virgile Dubillard, Erzbischof von Chambéry und Kardinal
- 1847: Karl Bücher, deutscher Volkswirtschaftler
- 1847: Carl von Horn, bayerischer Generaloberst und Kriegsminister
- 1847: Philipp Scharwenka, deutscher Komponist und Musikpädagoge
- 1848: Hugo de Vries, niederländischer Biologe
- 1848: Octave Mirbeau, französischer Journalist, Kunstkritiker und Romanautor

#### 1851–1900
- 1852: Charles Taze Russell, US-amerikanischer Begründer der Bibelforscher-Bewegung (Zeugen Jehovas)
- 1856: Carlo Bugatti, italienischer Designer, Dekorateur und Architekt
- 1856: Rudolph Karstadt, deutscher Textilunternehmer
- 1856: Willem Kes, niederländischer Dirigent, Violinist und Komponist
- 1856: Alois Kreiten, deutscher Goldschmied
- 1863: Ralph Aitken, schottischer Fußballspieler
- 1864: Hermann Stehr, deutscher Schriftsteller
- 1865: John William Rogan, zweitgrößter Mensch der Medizingeschichte
- 1866: Max von Guilleaume, deutscher Regattasegler und Unternehmer

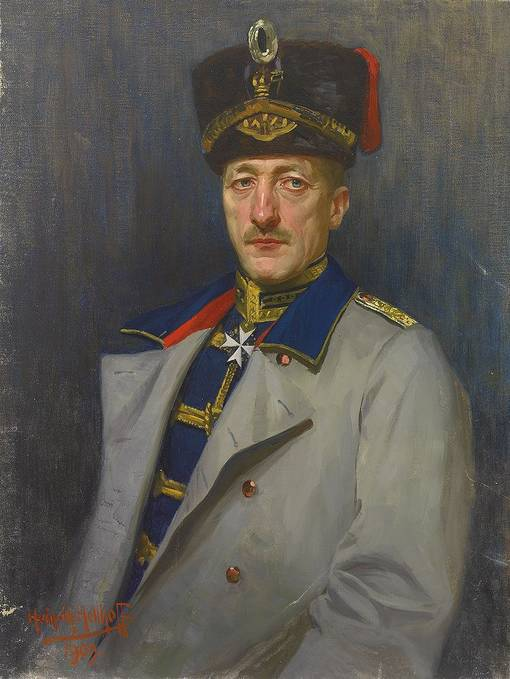
Paul von Schoenaich (* 1866)

- 1866: Paul von Schoenaich, deutscher Generalmajor und Pazifist
- 1871: Arthur Ponsonby, 1. Baron Ponsonby of Shulbrede, britischer Staatsbeamter, Politiker, Schriftsteller und Pazifist
- 1875: Anna Tumarkin, russisch-schweizerische Philosophin
- 1876: Mack Swain, US-amerikanischer Schauspieler
- 1877: Wilhelm Vogelsang, deutscher Unternehmer
- 1878: Selim Palmgren, finnischer Komponist und Pianist
- 1879: Josef Andre, deutscher Politiker, MdL, MdR, Landesminister
- 1881: Hans Meiser, evangelischer Landesbischof von Bayern
- 1881: Hans Vogel, deutscher Politiker, MdL, Abgeordneter der Weimarer Nationalversammlung, MdR, Vorsitzender der SPD
- 1883: Anna Klein, deutsche Malerin und Grafikerin
- 1884: Robert J. Flaherty, US-amerikanischer Dokumentarfilmer
- 1884: Alfred Grünwald, österreichischer Operettenlibrettist
- 1884: Henri Stalter, französischer Automobilrennfahrer
- 1887: Maximilian Albrecht, deutscher Dirigent, Komponist und Musikpädagoge
- 1887: Margarete Schweikert, deutsche Komponistin, Geigerin und Pianistin
- 1889: Willy Appelhans, deutscher Radrennfahrer und US-amerikanischer Fahrradbauer
- 1891: Hans F. K. Günther, deutscher Eugeniker, Miturheber der nationalsozialistischen Rassenideologie (Rassenpapst)
- 1891: Johannes Messner, österreichischer Theologe, Rechtswissenschaftler und Politiker
- 1891: Nikolos Muschelischwili, georgischer Mathematiker
- 1891: Pietro Parente, italienischer Kardinal, Erzbischof von Perugia
- 1892: Anselmo Albareda, spanischer Ordensgeistlicher, Kurienkardinal
- 1892: Hans von der Au, deutscher Theologe und Volkskundler
- 1892: Carl Auen, deutscher Filmschauspieler
- 1892: Sybill Morel, deutsche Schauspielerin, Opfer des Holocaust

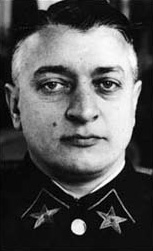
Michail Tuchatschewski (* 1893)

- 1893: Michail Nikolajewitsch Tuchatschewski, sowjetischer Marschall
- 1895: Franz Böhm, deutscher Jurist und Ökonom
- 1895: Franzischak Kuschal, belarussischer General und Politiker
- 1896: Roberto Chery, uruguayischer Fußballspieler
- 1896: Carl Dreher, US-amerikanischer Tontechniker österreichischer Herkunft
- 1896: Michael Keller, Bischof von Münster
- 1897: Heinrich Höfler, deutscher Politiker, MdB
- 1897: Ludwig Preller, deutscher Volks- und Sozialwissenschaftler, Politiker, MdL, MdB, Landesminister
- 1898: Joachim Kortüm, deutscher General
- 1899: Cayetano Córdova Iturburu, argentinischer Journalist, Kunstkritiker und Schriftsteller
- 1899: Hermann Grossmann, deutscher Autor
- 1899: Kurt Lieck, deutscher Schauspieler und Hörspielsprecher
- 1900: Garabed Amadouni, türkischer Geistlicher
- 1900: Jack Cummings, US-amerikanischer Filmproduzent
- 1900: Nasrollah Entezam, iranischer Politiker
- 1900: Richard Langeheine, deutscher Jurist, Kommunalbeamter und Politiker, MdL, Landesminister
- 1900: Georg Pfeiffer, deutscher Verwaltungsbeamter

### 20. Jahrhundert

#### 1901–1925
- 1901: Joseph Ackermann, Schweizer Politiker
- 1901: Reinhold Ebertin, deutscher Astrologe, Kosmobiologe und Esoteriker
- 1901: Eugen Huth, deutscher Drucker und Kommunalpolitiker, MdB
- 1902: Hellmut Aichele, deutscher Organist, Musikpädagoge, Chorleiter und Komponist
- 1902: Hans Andersag, deutscher Chemiker
- 1902: Karl-Otto Saur, deutscher Ingenieur und Amtsleiter im NS-Rüstungsministerium
- 1903: Don Jean Colombani, französischer Kolonialbeamter und Diplomat
- 1903: Lothar Theodor Hofmann, deutscher politischer Funktionär
- 1903: Josef Krainer senior, österreichischer Politiker, Landeshauptmann der Steiermark
- 1904: James Baskett, US-amerikanischer Schauspieler
- 1904: George F. Kennan, US-amerikanischer Historiker und Diplomat
- 1904: Hugo Wiener, österreichischer Komponist und Pianist
- 1906: Norbert Dolezich, deutscher Grafiker, Maler und Schriftsteller

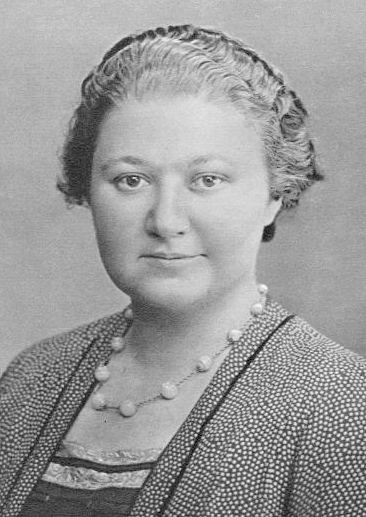
Vera Menchik (* 1906)

- 1906: Vera Menchik, tschechisch-britische Schachspielerin
- 1907: Harold Macfarlane Anstey, britischer Filmproduzent
- 1907: Rudolf Braune, deutscher Schriftsteller und Journalist
- 1907: Jean Burger, französischer Kommunist und Widerstandskämpfer
- 1907: Adriano Chicco, italienischer Schachproblem-Komponist und Schachhistoriker
- 1907: Herbert Drews, deutscher Motorradrennfahrer
- 1907: Fritz Vonhof, deutscher Bobfahrer
- 1907: Alec Wilder, US-amerikanischer Komponist
- 1908: Rudolf Jacquemien, deutscher Schriftsteller und Journalist
- 1909: Sophie Dorothee von Podewils, deutsche Erzählerin und Lyrikerin
- 1910: Stig Andersson, schwedischer Ringer
- 1910: Miguel Bernal Jiménez, mexikanischer Komponist, Organist, Pädagoge und Musikwissenschaftler
- 1910: Walter Fisch, deutscher Politiker, MdL, MdB
- 1910: Jewgeni Kirillowitsch Golubew, russischer Komponist
- 1911: Agnes Kraus, deutsche Schauspielerin
- 1911: Marianne Neugebauer-Iwanska, polnisch-österreichische Malerin und Mosaikkünstlerin
- 1912: Machito, eigentlich Francisco Raúl Gutiérrez Grillo, kubanischer Latin-Jazz-Musiker und Bandleader
- 1912: Isaac Nemiroff, US-amerikanischer Komponist, Musikpädagoge und -wissenschaftler
- 1912: Peggie Sampson, kanadische Cellistin, Gambistin und Musikpädagogin
- 1913: Richard Jaeger, deutscher Jurist und Politiker, MdB, MdEP, Bundesminister, Vizepräsident des Bundestages
- 1914: Helmut Bräutigam, deutscher Komponist
- 1914: Konrad Buchwald, deutscher Botaniker, Naturschützer und Landschaftsplaner
- 1914: Jimmy Wakely, US-amerikanischer Musiker
- 1915: Josef Adolf Schmoll genannt Eisenwerth, deutscher Kunsthistoriker
- 1916: Karl Brunner, deutscher Ökonom
- 1916: Dương Văn Minh, südvietnamesischer Politiker und General
- 1916: Josef Rommerskirchen, deutscher Publizist, Verbandsfunktionär und Politiker, MdB
- 1917: Adalbert Pilch, österreichischer Maler und Graphiker
- 1917: Willi Weyer, deutscher Sportfunktionär
- 1918: Patricia Marie Andrews, US-amerikanische Sängerin
- 1918: Achille Castiglioni, italienischer Designer und Architekt
- 1919: Konrad Zecherle, deutscher Oberstleutnant
- 1920: Tony Crook, britischer Automobilrennfahrer und -hersteller
- 1920: Walt Faulkner, US-amerikanischer Automobilrennfahrer
- 1920: Ger Lataster, niederländischer Maler
- 1921: Jean Behra, französischer Motorrad- und Automobilrennfahrer
- 1921: Vera-Ellen, US-amerikanische Filmschauspielerin, Tänzerin und Sängerin
- 1922: Faith Brook, britische Schauspielerin
- 1922: Sepp Folger, deutscher Skirennläufer
- 1922: Luigi Meneghello, italienischer Schriftsteller
- 1922: Gerhard Möllhoff, deutscher Neurologe, Sozialmediziner und Psychiater
- 1922: Heinz-Wolfgang Schnaufer, deutscher Major und Pilot
- 1922: Rudolf Teschner, deutscher Schachmeister und -publizist
- 1923: Karl Otto Mühl, deutscher Schriftsteller
- 1924: Ada Pace, italienische Automobilrennfahrerin
- 1925: François-Xavier Ortoli, französischer Politiker und Geschäftsmann
- 1925: Werner Senftleben, deutscher Schauspieler
- 1925: Alois Stacher, österreichischer Mediziner und Politiker

#### 1926–1950

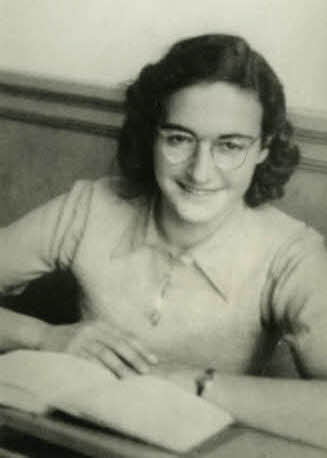
Margot Frank (* 1926)

- 1926: David C. H. Austin, britischer Rosenzüchter
- 1926: Mario Cavagnaro, peruanischer Singer-Songwriter
- 1926: Hermann Motschach, deutscher Schauspieler und Übersetzer
- 1926: Helma Schimke, österreichische Architektin und Bergsteigerin
- 1926: John Schlesinger, britischer Regisseur
- 1926: Margot Frank, deutsches Opfer des Holocaust, Schwester von Anne Frank
- 1927: Günter Apel, deutscher Gewerkschafter und Politiker
- 1927: Ludwig Averkamp, deutscher Theologe, Erzbischof von Hamburg
- 1927: Botho Prinz zu Sayn-Wittgenstein-Hohenstein, deutscher Politiker, MdB, Präsident des DRK
- 1928: Porfi Jiménez, venezolanischer Komponist, Arrangeur und Bandleader
- 1928: Edzard Reuter, deutscher Jurist und Vorstandsvorsitzender der Daimler-Benz AG
- 1929: Kazimierz Kutz, polnischer Schauspieler, Filmregisseur und Politiker
- 1929: Bernhard Luginbühl, Schweizer Künstler
- 1929: Christian Meier, deutscher Historiker

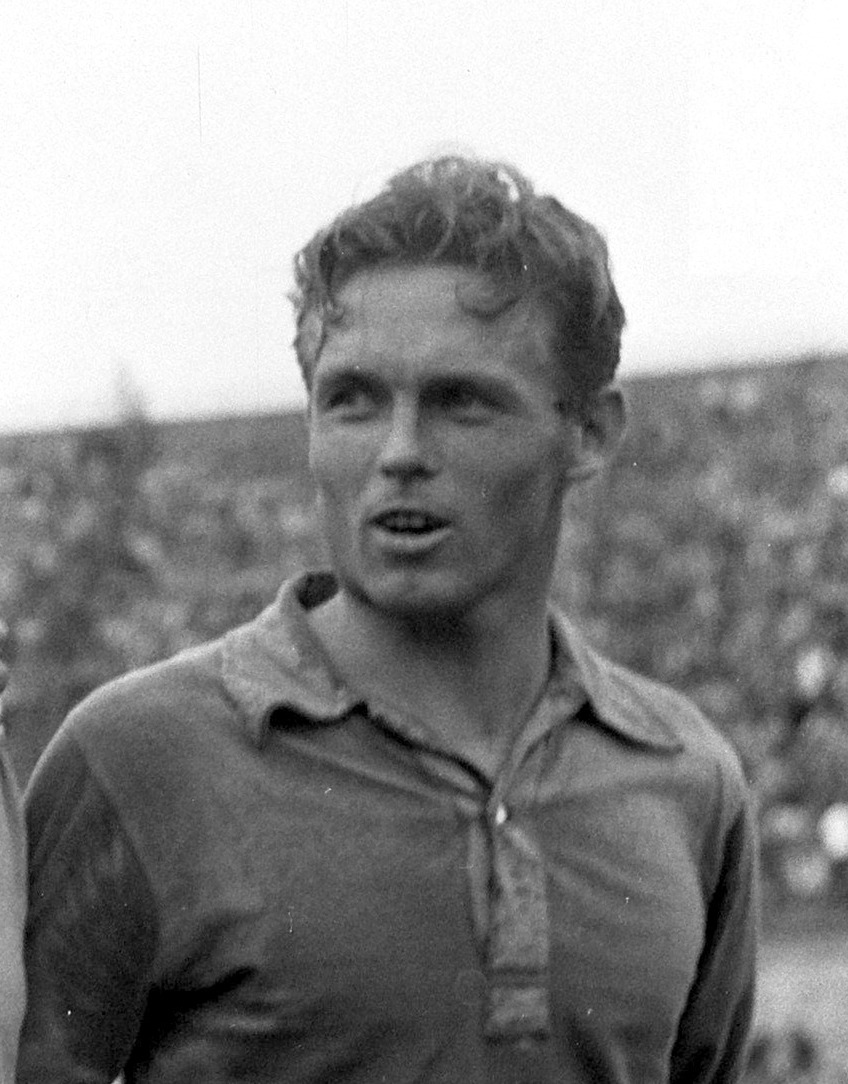
Gerhard Hanappi (* 1929)

- 1929: Gerhard Hanappi, österreichischer Fußballspieler
- 1930: Jack Sears, britischer Automobilrennfahrer
- 1931: Alfred Kolleritsch, österreichischer Schriftsteller und Lyriker
- 1931: Makoto Ōoka, japanischer Lyriker und Literaturwissenschaftler
- 1931: Ken Takakura, japanischer Schauspieler
- 1932: Aharon Appelfeld, israelischer Schriftsteller
- 1932: Joseph Bourdon, französischer Automobilrennfahrer
- 1932: Ahmad Tejan Kabbah, Sierra Leoner Staatspräsident
- 1933: Fridolin Dallinger, österreichischer Komponist, Musikpädagoge und Maler
- 1933: Siegfried Schäfer, deutscher Ringer
- 1933: Yoshishige Yoshida, japanischer Filmregisseur und Drehbuchautor

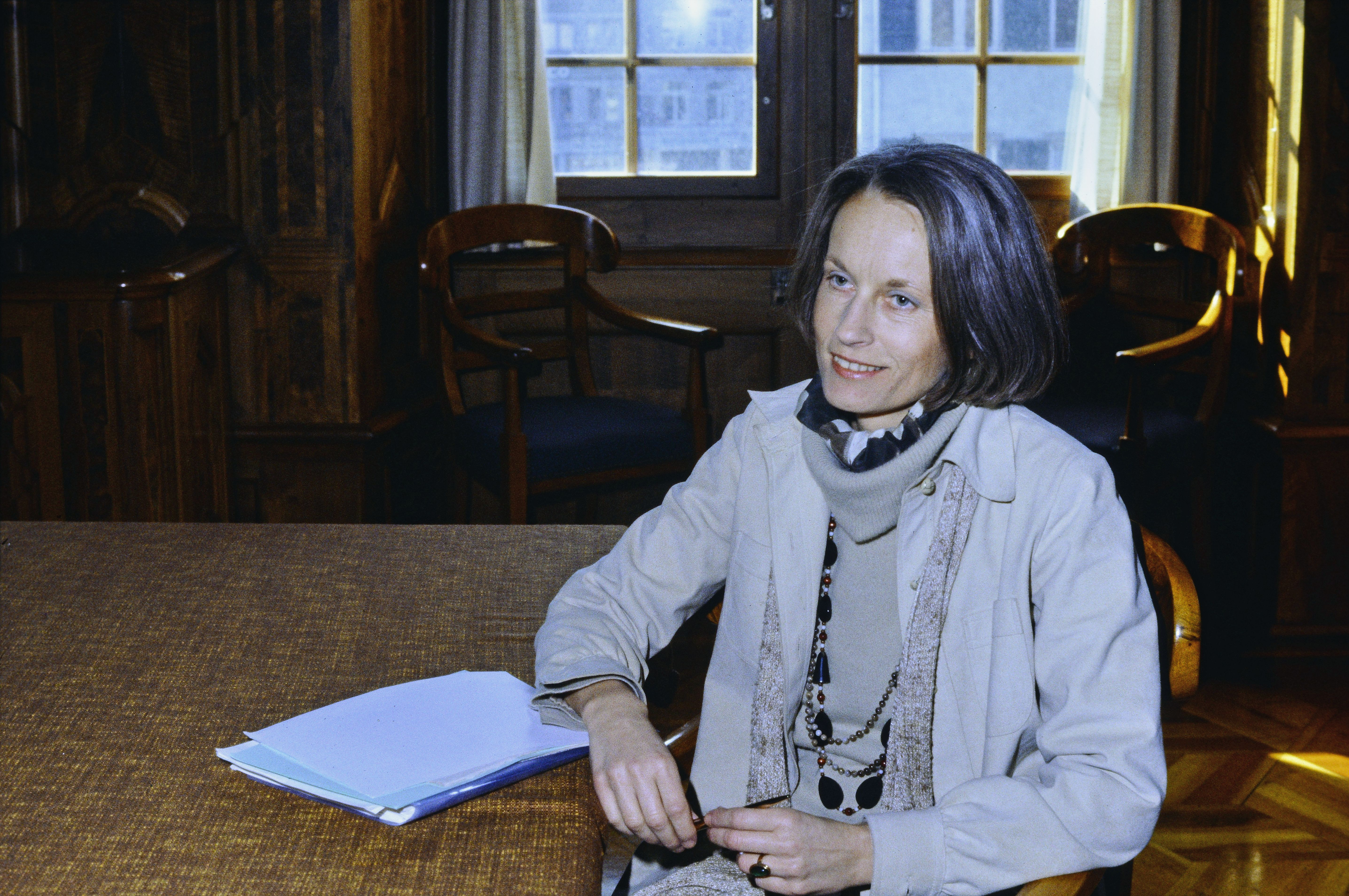
Verena Grendelmeier (* 1939)

- 1934: William Dean Tinker, US-amerikanischer Organist, Pianist, Cembalist und Musikpädagoge
- 1935: Kurt Biesalski, deutscher Buch- und Filmautor
- 1935: Sonny Bono, US-amerikanischer Sänger, Schauspieler und Politiker
- 1935: Edda Dell’Orso, italienische Sopranistin
- 1935: Graciela Rodo Boulanger, bolivianische Künstlerin
- 1936: Dieter Ahrendt, deutscher Fußballspieler
- 1936: Joe Frank Harris, US-amerikanischer Politiker
- 1936: Eliahu Inbal, israelischer Dirigent
- 1936: Pino Solanas, argentinischer Filmemacher
- 1937: Walentin Wassiljewitsch Bondarenko, ukrainisch-sowjetischer Pilot
- 1937: Yuri Manin, russisch-deutscher Mathematiker
- 1937: Gerhard Päselt, deutscher Kommunalpolitiker, MdB
- 1937: Horst Peter, deutscher Pädagoge, Publizist und Politiker, MdB
- 1938: John Corigliano, US-amerikanischer Komponist
- 1938ː Wu Guixian, chinesische Politikerin
- 1939: Verena Grendelmeier, Schweizer Politikerin, Schauspielerin, Regisseurin, Fernsehmoderatorin und Journalistin
- 1939: Czesław Niemen, polnischer Rocksänger
- 1939: Adelheid Tröscher, deutsche Pädagogin und Politikerin, MdB
- 1940: Uwe Bremer, deutscher Maler und Graphiker
- 1940: Hannelore Schmatz, deutsche Bergsteigerin
- 1941: Kim Jong-Il, ehemaliges nordkoreanisches Staatsoberhaupt
- 1942: Ulrich Aust, deutscher Architekt und Denkmalpfleger
- 1942: Gabriel Brnčić, chilenischer Komponist
- 1942: Ivo Kesselring Carotini, brasilianischer Wasserballspieler
- 1942: Klaus Hartmann, deutscher Brigadegeneral
- 1942: Julius Nicolaus Weisfert, deutscher Journalist und Redakteur
- 1943: Anthony Dowell, britischer Balletttänzer und Choreograph
- 1944: Dieter Brenninger, deutscher Fußballspieler
- 1944: Richard Ford, US-amerikanischer Schriftsteller
- 1944: Sigiswald Kuijken, belgischer Geiger, Gambenspieler und Dirigent
- 1944: António Mascarenhas Monteiro, kapverdischer Präsident
- 1945: Rolf-Dieter Arens, deutscher Hochschullehrer und Pianist
- 1946: August Hanning, deutscher Jurist, Präsident des Bundesnachrichtendienstes
- 1946: Gerd Knesel, deutscher Liedermacher
- 1946: Pete Postlethwaite, britischer Schauspieler
- 1947: Toni Bortoluzzi, Schweizer Nationalrat
- 1947: Rainer Nitschke, deutscher Rundfunk- und Fernsehmoderator
- 1948: Heinz-Uwe Küenle, deutscher Mathematiker
- 1948: Uwe Reimer, deutscher Autor
- 1948: Eckhard Uhlenberg, deutscher Politiker, MdL, Landesminister, Landtagspräsident
- 1948: Eckhart Tolle, Autor
- 1950: Beatriz Barbuy, brasilianische Astrophysikerin
- 1950: Robert Farle, deutscher Politiker

#### 1951–1975

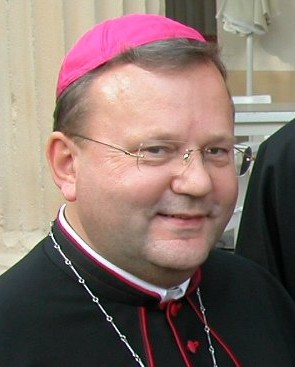
Franz-Josef Bode (* 1951)

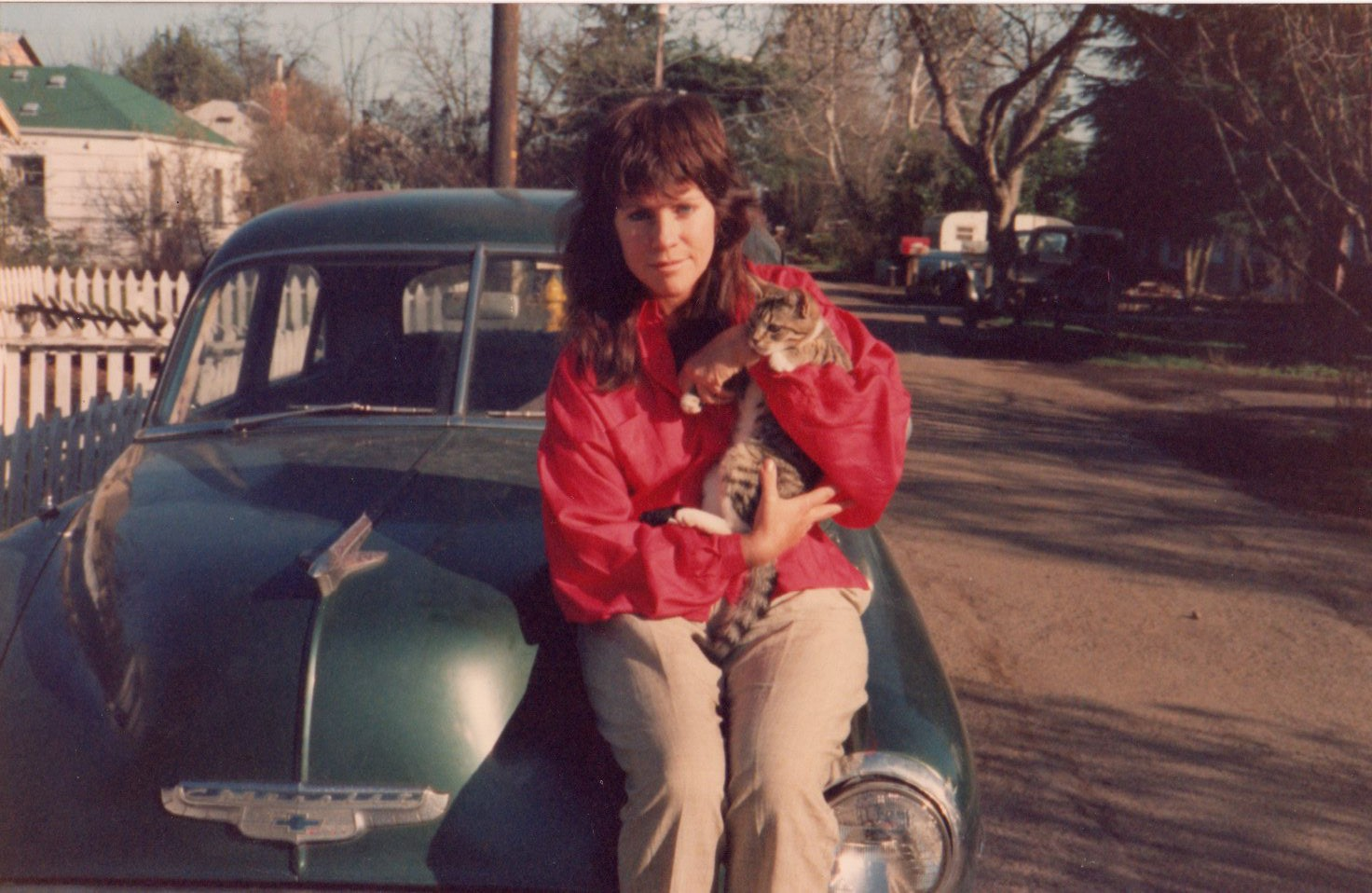
Jan Kerouac (* 1952)

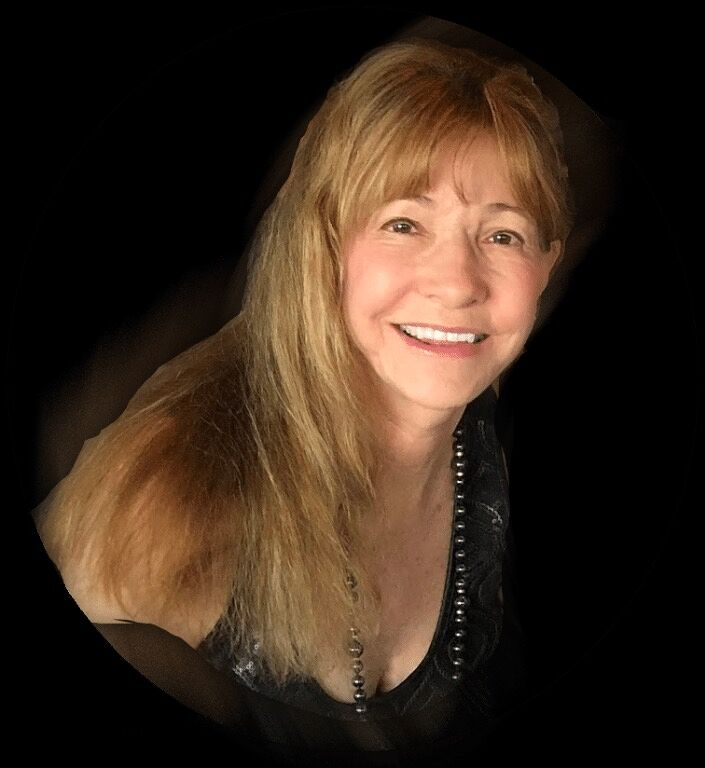
Roberta Williams (* 1953)

- 1951: Franz-Josef Bode, deutscher Geistlicher, Bischof von Osnabrück
- 1952: Jan Kerouac, US-amerikanische Autorin
- 1952: Wolfgang Lippert, deutscher Sänger, Moderator und Entertainer
- 1953: Roberta Williams, US-amerikanische Entwicklerin von Computerspielen
- 1954: Jeff Clayton, US-amerikanischer Jazz-Saxophonist
- 1954: Iain Banks, britischer Schriftsteller
- 1954: Antonio Cid Cortés, spanischer Bocciaspieler
- 1954: Margaux Hemingway, US-amerikanische Schauspielerin und Model
- 1954: Klaus-Werner Jonas, deutscher Politiker, MdB
- 1954: Isolde Kunkel-Weber, deutsche Gewerkschafterin (ver.di)
- 1955: Meinhard Zanger, deutscher Regisseur, Schauspieler und Intendant
- 1956: James Ingram, US-amerikanischer Soulmusiker, Songschreiber und Produzent
- 1956: Angela Hampel, deutsche Malerin
- 1956: Gerhard Kroschewski, deutscher Ruderer
- 1956: Sibylle Pomorin, deutsche Jazzmusikerin und Komponistin
- 1956: Bodo Ramelow, deutscher Politiker, MdL, MdB
- 1956: Zbigniew Tłuczyński, polnischer Handballspieler und -trainer
- 1956: Claudia Wunderlich, deutsche Handballspielerin
- 1957: LeVar Burton, US-amerikanischer Schauspieler
- 1957: MAKSA, deutsch-russische Malerin
- 1957: Rainer Podeswa, deutscher Physiker, Betriebswirt und Politiker
- 1958: Bernhard Englbrecht, deutscher Eishockeyspieler und -trainer
- 1958: Ice-T, US-amerikanischer Rapper und Schauspieler
- 1958: Lisa Loring, US-amerikanische Schauspielerin
- 1959: Gordon Herbert, kanadischer Basketballtrainer

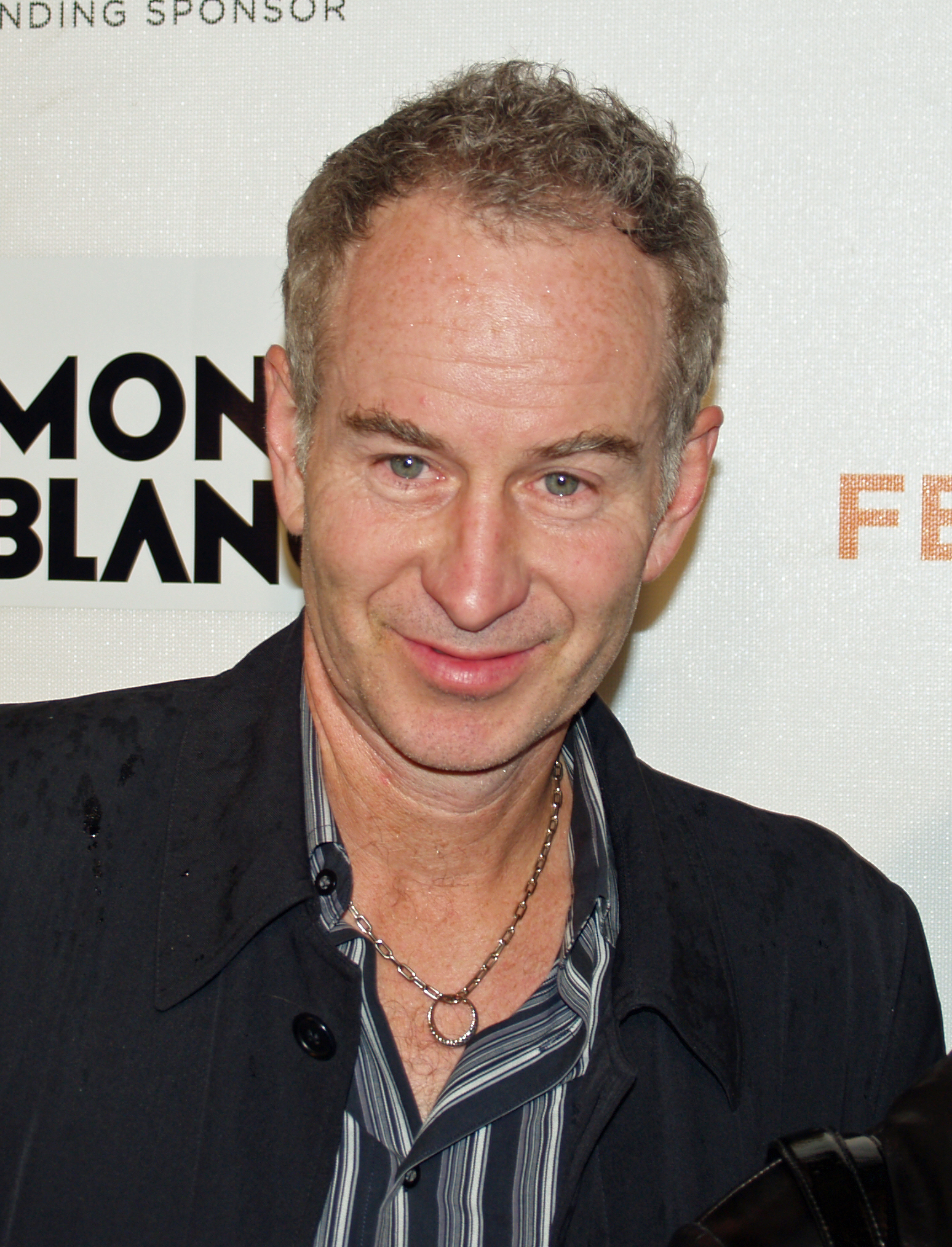
John McEnroe (* 1959)

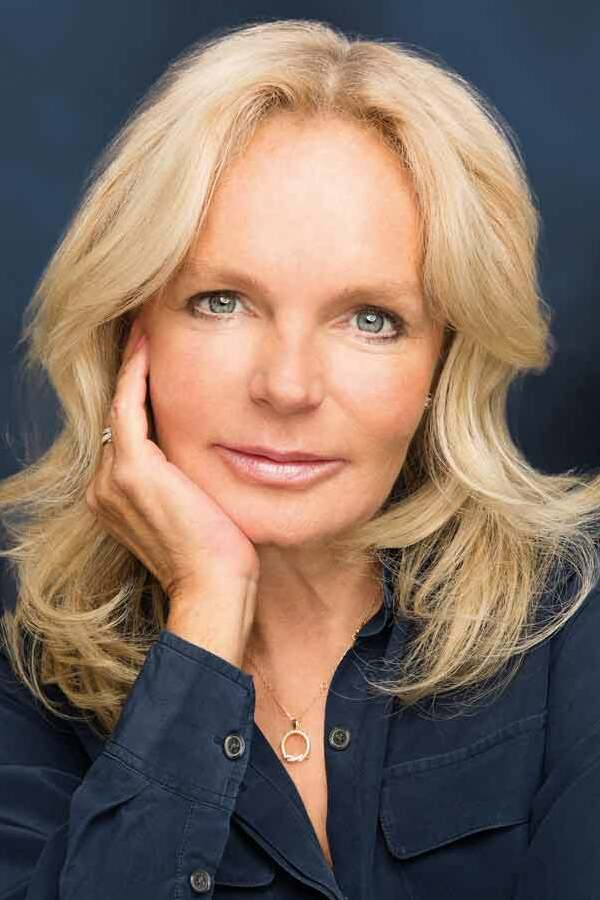
Lucinda Riley (* 1965)

- 1959: John McEnroe, US-amerikanischer Tennisspieler
- 1960: Olga Antonowa, russische Leichtathletin
- 1960: Andreas Homoki, deutscher Regisseur und Theaterleiter
- 1960: Rike Koekkoek, deutsche Fußballspielerin
- 1960: Reiner Maurer, deutscher Fußballspieler und -trainer
- 1960: Werner Stauff, deutscher Radrennfahrer
- 1961: Carl-Eduard von Bismarck, deutscher Unternehmer und Politiker, MdB
- 1961: Massimo Colombo, italienischer Jazzmusiker und Komponist
- 1962: John Balance, britischer Musiker
- 1962: Uwe Jungandreas, deutscher Handballspieler und -trainer
- 1962: Erich Vock, Schweizer Schauspieler
- 1963: Iris Kammerer, deutsche Schriftstellerin
- 1963: Paddy Schmidt, deutscher Sänger und Songwriter
- 1964: Bebeto, brasilianischer Fußballspieler
- 1964: Ian Bousfield, britischer Posaunist
- 1964: Walentina Michailowna Jegorowa, russische Leichtathletin, Olympiasiegerin
- 1964: Johnny Laursen, dänischer Automobilrennfahrer
- 1964: Érik Maris, französischer Bankier und Automobilrennfahrer
- 1965: Khunying Patama Leeswadtrakul, thailändische Sportfunktionärin
- 1965: Lucinda Riley, nordirische Schriftstellerin
- 1966: Britta Näpel, deutsche Dressurreiterin im Behindertensport
- 1966: Peter Neustädter, deutscher Fußballspieler
- 1966: Monique Spartalis, dänische Sängerin
- 1966: Niklas Zennström, schwedischer Softwareentwickler (KaZaA, Skype)
- 1967: Pasha D. Lychnikoff, russischer Schauspieler
- 1968: Warren Ellis, britischer Comicautor
- 1968: Christian Grundner, deutscher Ultramarathonläufer
- 1968: Annika Hallin, schwedische Schauspielerin
- 1968: Gábor Juhász, ungarischer Jazzgitarrist
- 1968: Eddie Lovely, englischer Dartspieler

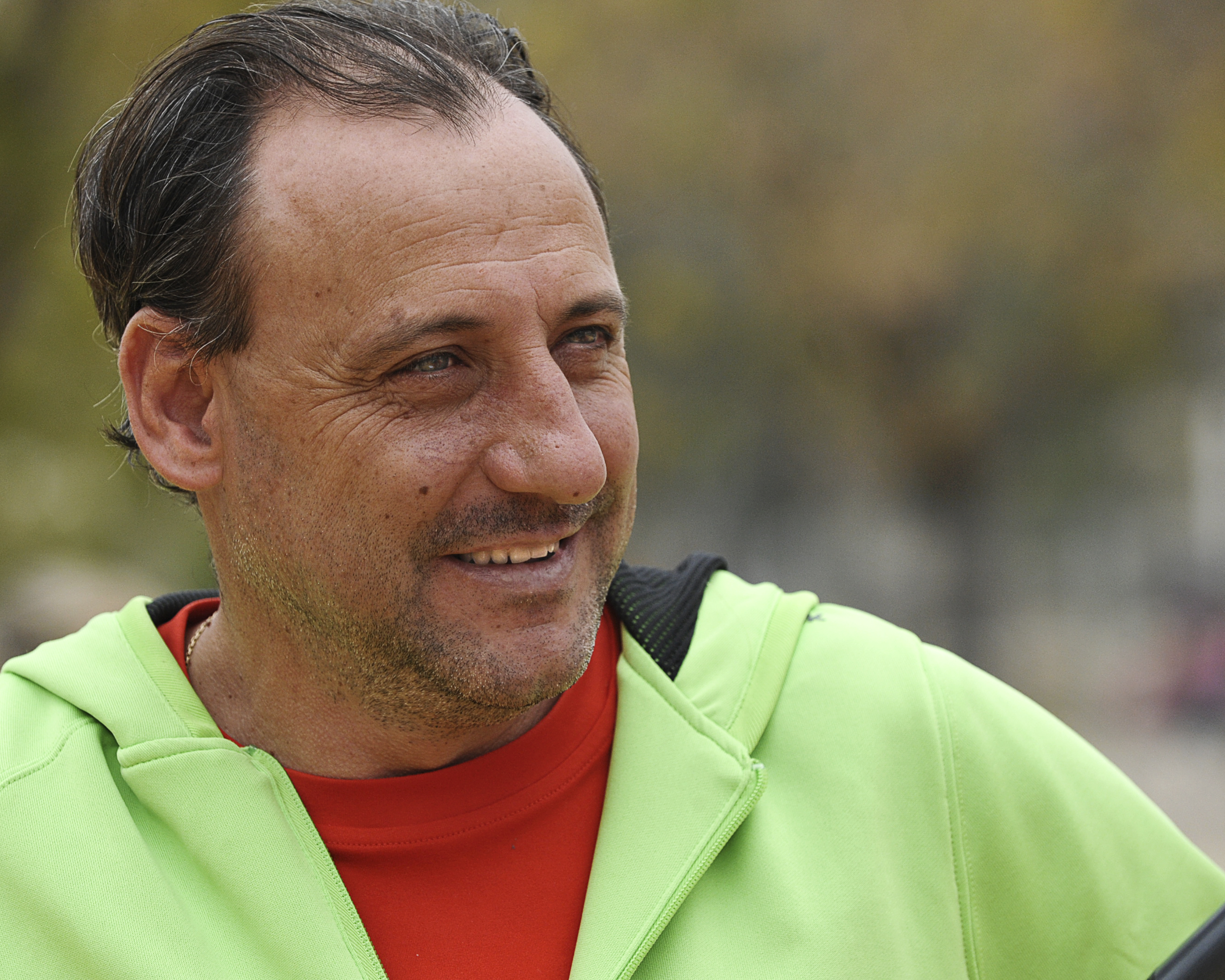
Fermín Cacho (* 1969)

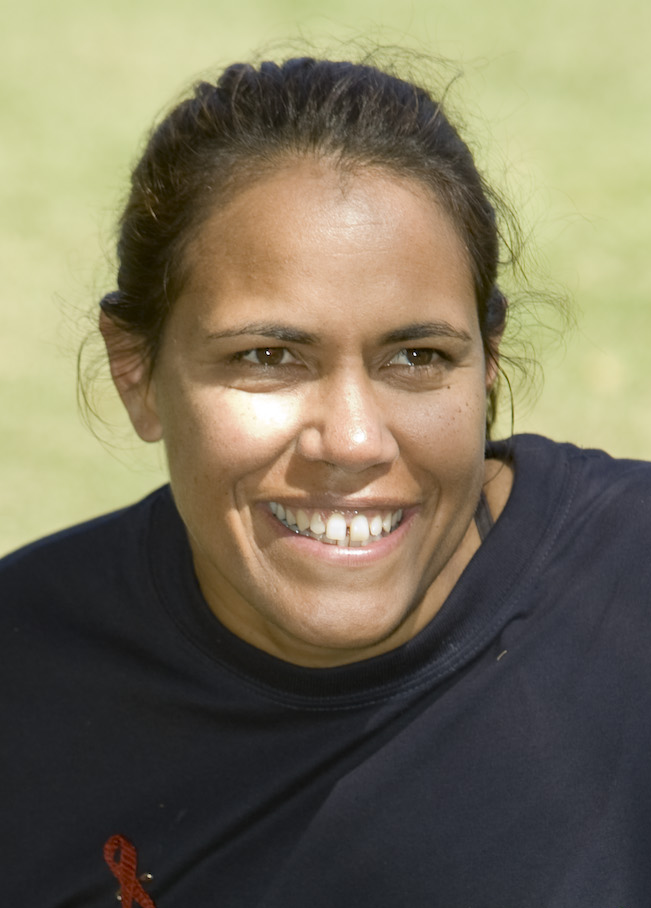
Cathy Freeman (* 1973)

- 1969: Fermín Cacho, spanischer Mittelstreckenläufer, Olympiasieger
- 1969: Zlatko Perica, kroatischer Gitarrist
- 1969: Dimas Teixeira, portugiesischer Fußballspieler
- 1970: Serdar Ortaç, türkischer Sänger
- 1970: Angelo Peruzzi, italienischer Fußballspieler
- 1970: Peter Schlickenrieder, deutscher Skilangläufer
- 1970: Armand Van Helden, US-amerikanischer House-DJ und -Produzent
- 1971: Amanda Holden, britische Schauspielerin
- 1971: Jack Rose, US-amerikanischer Gitarrist
- 1972: Jerome Bettis, US-amerikanischer American-Football-Spieler
- 1972: Grit Breuer, deutsche Leichtathletin
- 1972: Wiebke Lorenz, deutsche Journalistin und Romanautorin
- 1973: Cathy Freeman, australische Leichtathletin, Olympiasiegerin
- 1974: Jamie Davies, britischer Automobilrennfahrer
- 1974: José Dominguez, portugiesischer Fußballspieler
- 1974: Kathrin Spielvogel, deutsche Schauspielerin

#### 1976–2000
- 1976: Ayla Akat Ata, türkische Juristin und Politikerin
- 1977: Ian Clarke, irischer Informatiker, Entwickler des Netzwerks Freenet
- 1977: Todd McClure, US-amerikanischer American-Football-Spieler
- 1978: Frédéric Amorison, belgischer Radrennfahrer
- 1978: Vala Flosadóttir, isländische Leichtathletin
- 1978: Aikaterina Oikonomopoulou, griechische Wasserballspielerin
- 1978: Volker Oppitz, deutscher Fußballspieler
- 1978: Philipp Plein, deutscher Modedesigner
- 1978: Diego Pozo, argentinischer Fußballspieler
- 1979: Johann Martel, deutscher Politiker

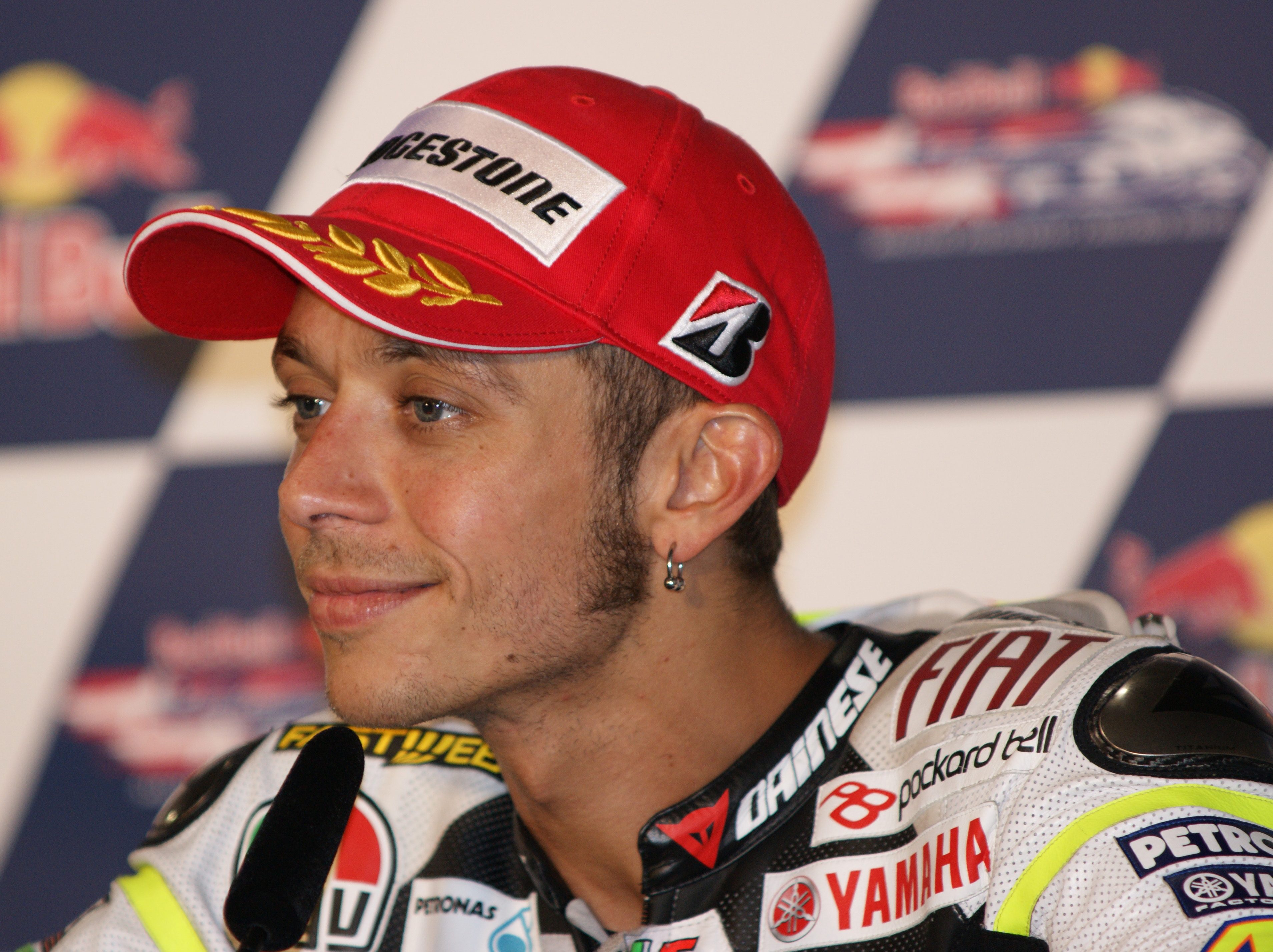
Valentino Rossi (* 1979)

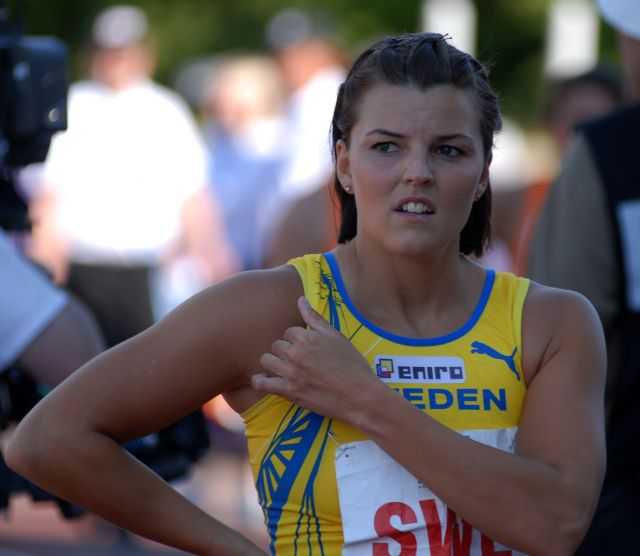
Jenny Kallur (* 1981)

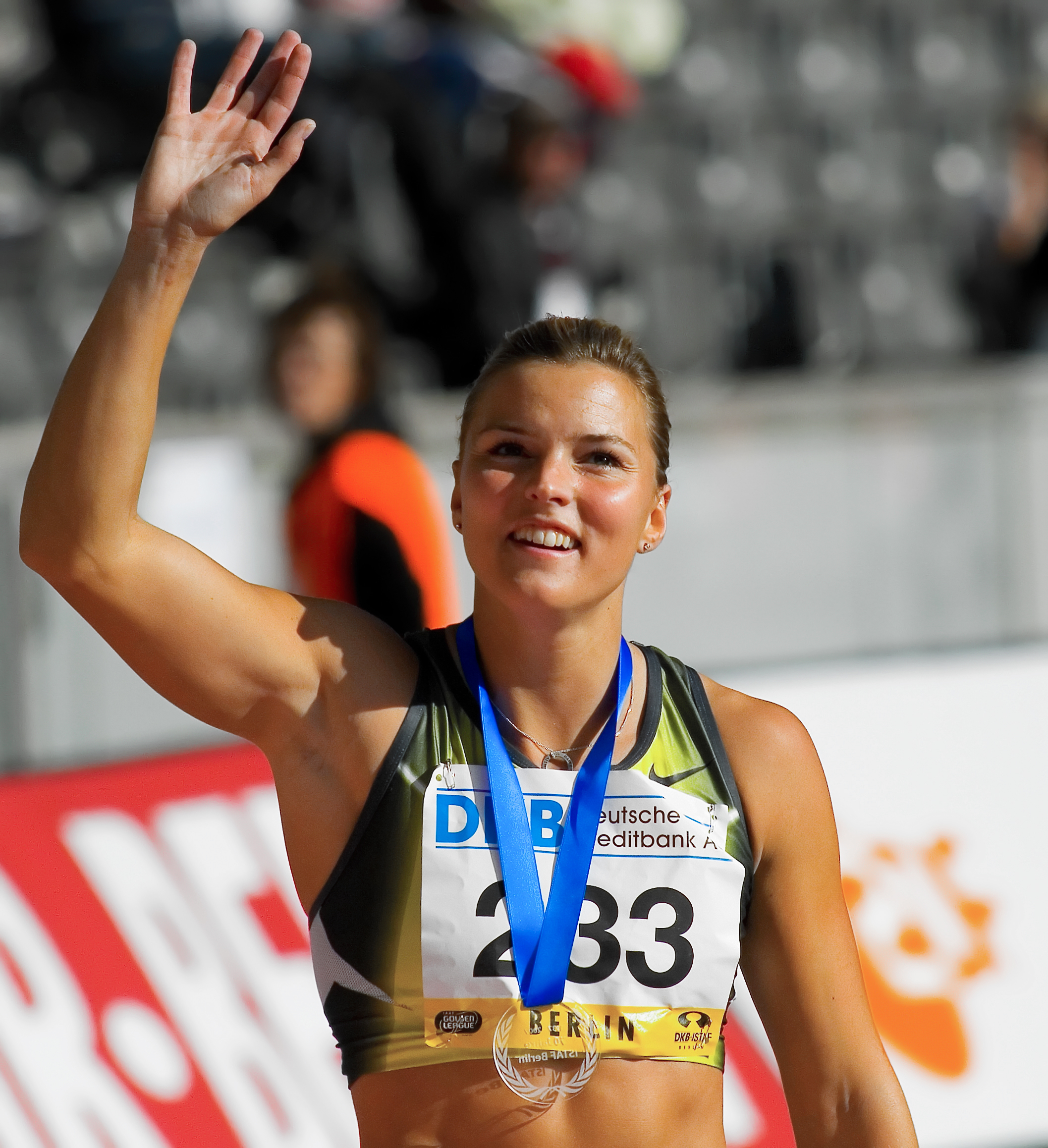
Susanna Kallur (* 1981)

- 1979: Valentino Rossi, italienischer Motorradrennfahrer, Weltmeister
- 1981: Olivier Deschacht, belgischer Fußballspieler
- 1981: Jay Howard, britischer Automobilrennfahrer
- 1981: Jenny Kallur, schwedische Leichtathletin
- 1981: Susanna Kallur, schwedische Leichtathletin
- 1982: Lupe Fiasco, US-amerikanischer Rapper
- 1983: Agyness Deyn, britisches Model
- 1984: Sofia Arvidsson, schwedische Tennisspielerin
- 1984: Alexander Wiktorowitsch Choroschilow, russischer Skirennläufer
- 1984: Sokol Kacani, albanischer Fußballspieler
- 1984: Michał Przysiężny, polnischer Tennisspieler
- 1985: Blumio, deutscher Rapper japanischer Herkunft
- 1985: Thomas David Putz, österreichischer Singer-Songwriter
- 1985: Ron Vlaar, niederländischer Fußballspieler
- 1986: Fabian Aupperle, deutscher Fußballspieler
- 1986: Jessica von Bredow-Werndl, deutsche Dressurreiterin
- 1986: Ciprian Deac, rumänischer Fußballspieler

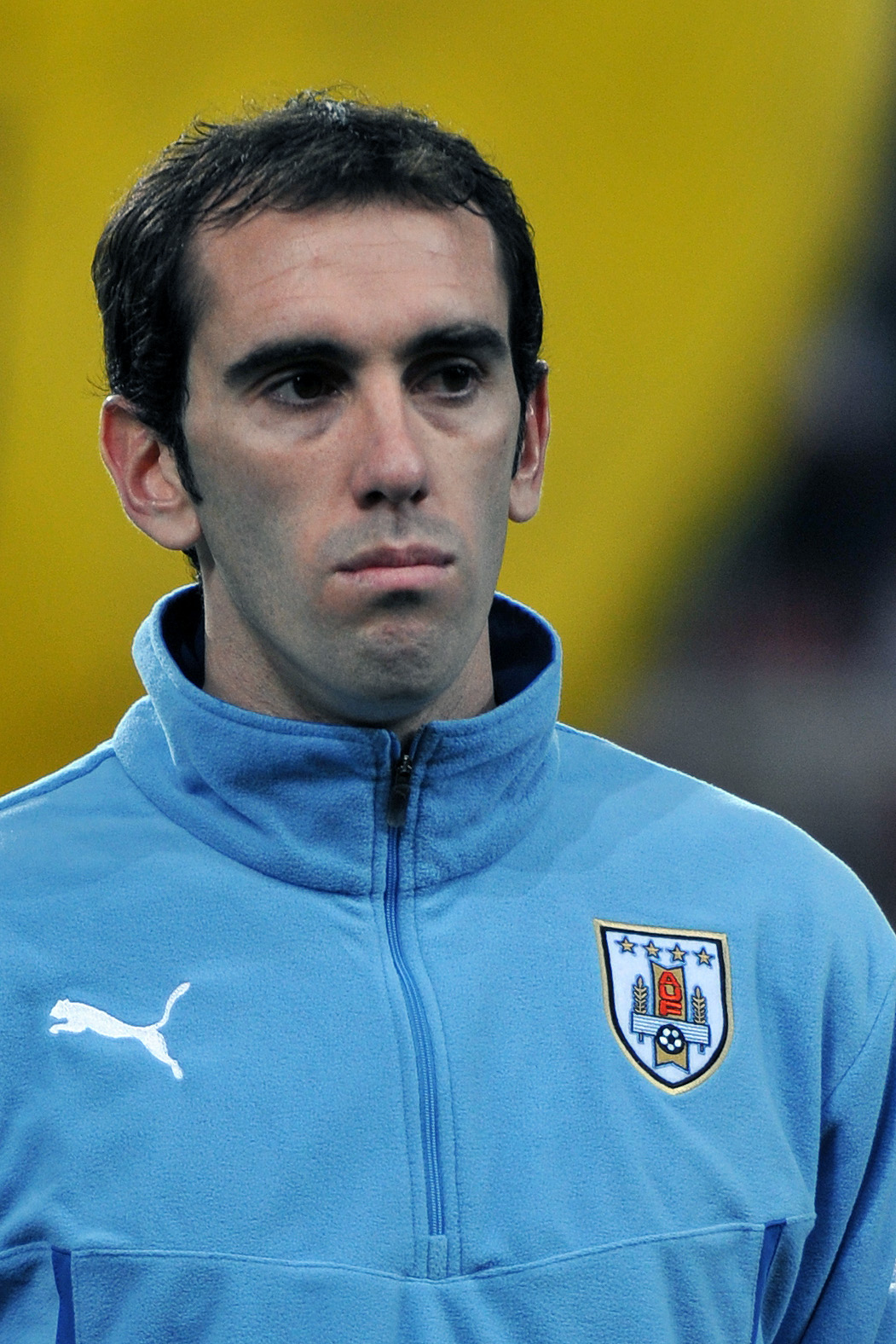
Diego Godín (* 1986)

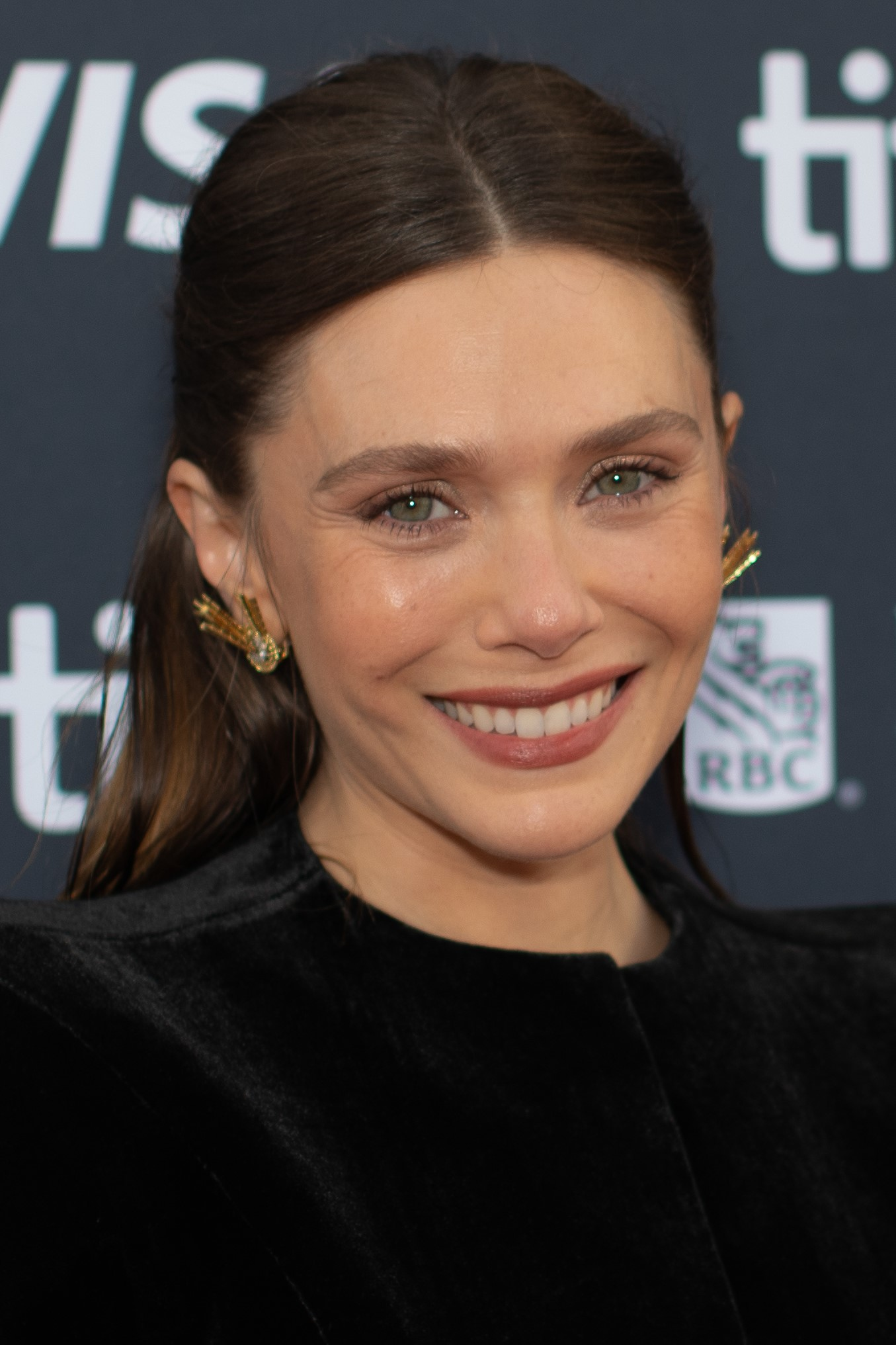
Elizabeth Olsen (* 1989)

- 1986: Diego Godín, uruguayischer Fußballspieler
- 1986: Äujes Jeljubajew, kasachischer Billardspieler
- 1986: Mira Möller, deutsche Fußballspielerin
- 1986: Renger van der Zande, niederländischer Automobilrennfahrer
- 1987: Willy Aubameyang, gabunischer Fußballspieler
- 1987: Malte Schröder, deutscher Handballspieler
- 1987: Marcel Lenz (geborener Stadel), deutscher Fußballspieler
- 1988: Andrea Ranocchia, italienischer Fußballspieler
- 1988: Kyle Tilley, britischer Automobilrennfahrer
- 1989: Emilie Aubry, Schweizer Radrennfahrerin
- 1989: Elizabeth Olsen, US-amerikanische Schauspielerin
- 1989: Phillipa Gray, neuseeländische Radrennfahrerin
- 1990: Nico Abegglen, Schweizer Fußballspieler
- 1990: Jonas Ahlstrand, schwedischer Radrennfahrer
- 1990: Nicol Gastaldi, argentinische Skirennläuferin
- 1990: The Weeknd, kanadischer Sänger
- 1991: Sebastian Bender, deutscher Schauspieler
- 1991: Terrence Boyd, deutsch-US-amerikanischer Fußballspieler
- 1991: Sergio Canales, spanischer Fußballspieler
- 1991: Sami Niemi, finnischer Skispringer
- 1992: André Ramalho, brasilianischer Fußballspieler
- 1992: Sarah Thonig, deutsche Schauspielerin
- 1993: Raphael Holzhauser, österreichischer Fußballspieler
- 1993: Matteo De Vettori, italienischer Skirennläufer
- 1994: Federico Bernardeschi, italienischer Fußballspieler
- 1994: Ava Max, US-amerikanische Sängerin und Songschreiberin
- 1995: Giada Andreutti, italienische Leichtathletin und Bobfahrerin
- 1995: Denzel Curry, US-amerikanischer Rapper und Sänger
- 1996: Jimmy Pinchak, US-amerikanischer Schauspieler
- 1996: Hanna Sola, belarussische Biathletin
- 1999: Feryal Abdelaziz, ägyptische Karateka
- 1999: Harvey Barnes, irischer Radsportler
- 1999: Julius Christ, deutscher Ruderer
- 2000: Yan Bingtao, chinesischer Snookerspieler
- 2000: Carlos Yulo, philippinischer Turner
- 2000: Luís Lopes, kapverdisch-portugiesischer Fußballspieler
- 2000: Julia Mrozinski, deutsche Schwimmerin
- 2000: Lena Urzendowsky, deutsche Schauspielerin

#### 21. Jahrhundert
- 2002: Leonhard Korus, deutscher Eishockeyspieler
- 2002: Fabian Rieder, Schweizer Fußballspieler
- 2003: Édouard Therriault, kanadischer Freestyle-Skier

## Gestorben

### Vor dem 16. Jahrhundert
- 0637: Maria al-Qibtiyya, christliche Sklavin und Konkubine des Religionsstifters Mohammed

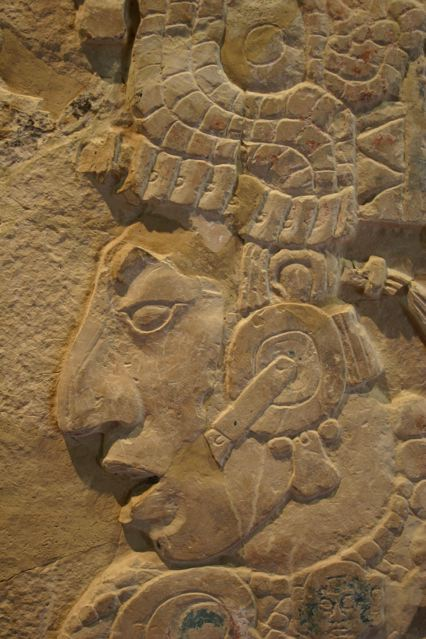
K’inich Kan Balam II. († 702)

- 0702: K’inich Kan Bahlam II., Herrscher der Mayastadt Palenque
- 1084: Siegfried I. von Mainz, Abt in Fulda und Erzbischof von Mainz
- 1184: Richard of Dover, Erzbischof von Canterbury
- 1204: Manegold von Hallwyl, Abt von St. Blasien
- 1236: Philippa Mareri, italienische Äbtissin und Klostergründerin
- 1247: Heinrich Raspe, Landgraf von Thüringen, Gegenkönig Friedrichs II.
- 1264: Azzo VII. d’Este, Markgraf und Signore von Ferrara

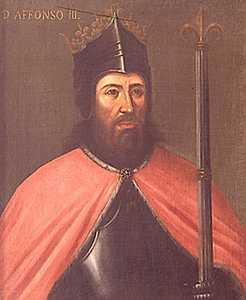
Alfons III. von Portugal († 1279)

- 1279: Alfons III., portugiesischer König
- 1281: Gertrud von Hohenberg, Gräfin von Habsburg, Kyburg und Löwenstein und als Anna von Habsburg römisch-deutsche Königin
- 1318: Waldemar Magnusson, schwedischer Prinz und Herzog von Finnland
- 1364: John Maltravers, 1. Baron Maltravers, englischer Adeliger und Höfling
- 1372: Heinrich VII. von Kranlucken, Fürstabt von Fulda
- 1383: Giovanni da Legnano, italienischer Jurist, Militärtheoretiker und Kirchenrechtler
- 1390: Ruprecht I., Kurfürst von der Pfalz
- 1391: Johannes V., Sohn des byzantinischen Kaisers Andronikos III.
- 1397: Heinrich VI., Graf von Waldeck
- 1402: Wilhelm I./III., Herzog von Geldern und Jülich
- 1466: Burkhard von Weißpriach, Erzbischof von Salzburg

### 16. bis 18. Jahrhundert
- 1517: Elisabeth Jagiellonica, litauisch-polnische Prinzessin, Herzogin von Liegnitz und Brieg
- 1531: Johannes Stöffler, deutscher Mathematiker, Astronom, Astrologe, Pfarrer, Professor und Hersteller astronomischer Instrumente
- 1560: Jean du Bellay, Kardinal und Erzbischof von Paris
- 1572: Georg Silberschlag der Ältere, deutscher lutherischer Theologe
- 1573: Georg Witzel (Wicelius), deutscher Theologe, Gegner Luthers
- 1579: Gonzalo Jiménez de Quesada, spanischer Anwalt und Konquistador, Gründer von Bogotá
- 1608: Maria Manrique de Lara, spanische Hofdame
- 1613: Johannes Letzner, deutscher Geistlicher und Chronist
- 1617: Caspar Ulenberg, deutscher Theologe und Bibelübersetzer, Dichter und Komponist
- 1621: Juan Bautista Monegro, spanischer Architekt und Bildhauer
- 1624: Ludovic Stewart, 2. Duke of Lennox, schottischer Adeliger
- 1630: Dominicus a Jesu Maria, spanischer Karmelit
- 1633: Moritz von Hessen-Kassel, hessischer Prinz, Offizier in schwedischen Diensten
- 1633: Johann Vopelius, kursächsischer Offizier, Festungskommandant der Leipziger Pleißenburg
- 1635: Gonzalo Fernández de Córdoba, spanischer Feldherr
- 1637: Henry Gellibrand, englischer Astronom
- 1653: Johannes Schultz, deutscher Komponist
- 1656: Johann Klaj, deutscher Dichter
- 1665: Stefan Czarniecki, polnischer Feldherr, Nationalheld
- 1665: Heinrich Saffe, Lübecker Ratsherr
- 1666: Jean de Lauzon, französischer Kolonialbeamter, Gouverneur von Neufrankreich
- 1696: Friedrich von Dönhoff, kurbrandenburgischer Generalleutnant
- 1699: Jean-Baptiste Monnoyer, französischer Maler, Zeichner und Kupferstecher
- 1705: Gertraud Moller, Königsberger Dichterin
- 1710: Esprit Fléchier, französischer Geistlicher und Schriftsteller, Bischof von Lavaur und Nîmes
- 1726: Franz Baugut, böhmischer Bildhauer, Bildschnitzer, Baumeister und Tischler
- 1728: Aurora von Königsmarck, deutsche Adelige, Autorin, Geliebte Augusts II. von Sachsen, Pröpstin des Stiftes Quedlinburg
- 1728: Heinrich, Herzog von Sachsen-Weißenfels, kursächsischer General
- 1729: Johann Kaspar Sing, bayerischer Kunstmaler und kurfürstlich bayerischer Hofmaler
- 1738: Matthias Bernhard Braun, böhmischer Bildhauer
- 1738: Carel de Moor, niederländischer Maler
- 1748: Francesco Onorato Grimaldi, französischer Geistlicher, Abt von Monaco, Erzbischof von Besançon
- 1761: Hyacinthe Collin de Vermont, französischer Maler
- 1765: Ferdinand August Hommel, deutscher Rechtswissenschaftler
- 1766: Johann August Landvoigt, deutscher Jurist und Flötist
- 1767: Johann Friedrich Faselius, deutscher Mediziner
- 1772: Lorenzo De Mari, Doge von Genua
- 1780: Johann Aloys I. zu Oettingen-Spielberg, Fürst des Fürstentums Oettingen-Spielberg
- 1782: Heinrich Carl von Schimmelmann, holsteinisch-dänischer Graf, Kaufmann und Sklavenhändler
- 1792: Johann Christian Hofmann, deutscher Beamter
- 1794: Werner Friedrich Abraham von Arnim, preußischer Beamter
- 1794: Étienne Charles de Loménie de Brienne, französischer Geistlicher und Politiker, Bischof von Condom, Erzbischef von Toulouse, Minister
- 1799: Karl Theodor, Kurfürst von der Pfalz und von Bayern

### 19. Jahrhundert
- 1803: Giovanni Punto, böhmischer Hornist, Violinist und Komponist
- 1803: Louis René Édouard de Rohan-Guéméné, französischer Adeliger und Fürstbischof von Straßburg, Opfer der Halsbandaffäre
- 1805: Johann Hermann Schacht, deutscher reformierter Theologe
- 1807: Andreas Weiß (Orgelbauer, 1722), deutscher Orgelbauer
- 1819: Honoré IV., Fürst von Monaco
- 1819: Pierre-Henri de Valenciennes, französischer Maler
- 1823: Alexander Ferdinand von Mellentin, königlich-sächsischer Generalmajor
- 1823: Johann Gottfried Schicht, deutscher Komponist und Thomaskantor
- 1824: Ludwig Franz Greuhm, deutscher Diplomat
- 1826: Johann Gottfried Jentzsch, deutscher Landschaftsmaler, Zeichner und Kupferstecher
- 1829: François-Joseph Gossec, belgischer Komponist und Musiker
- 1837: Gottfried Reinhold Treviranus, deutscher Arzt und Naturforscher
- 1839: Ludwig Berger, deutscher Komponist, Pianist und Klavierpädagoge
- 1840: Andreas Ludwig Christoph Kettembeil, deutscher Jurist und Herausgeber
- 1850: Johannes von Muralt, Schweizer Pädagoge und reformierter Geistlicher
- 1854: Henrich zu Stolberg-Wernigerode, Regent über die Grafschaft Wernigerode
- 1857: Elisha Kent Kane, US-amerikanischer Forscher, Entdecker und Arzt
- 1857: Karl von Schönhals, österreichischer Feldzeugmeister
- 1858: Friedrich Creuzer, deutscher Philologe
- 1858: Charles Augustus FitzRoy, britischer Offizier, Politiker und Gouverneur von New South Wales
- 1861: Ernst Casimir II. zu Ysenburg und Büdingen, Fürst zu Ysenburg und Büdingen
- 1864: Wenzel Heinrich Veit, tschechischer Komponist
- 1870: Heinrich Albert Oppermann, hannoverisch-deutscher Rechtsanwalt, Politiker und Schriftsteller
- 1871: Philippe Jacques van Bree, belgischer Maler, Bildhauer und Architekt

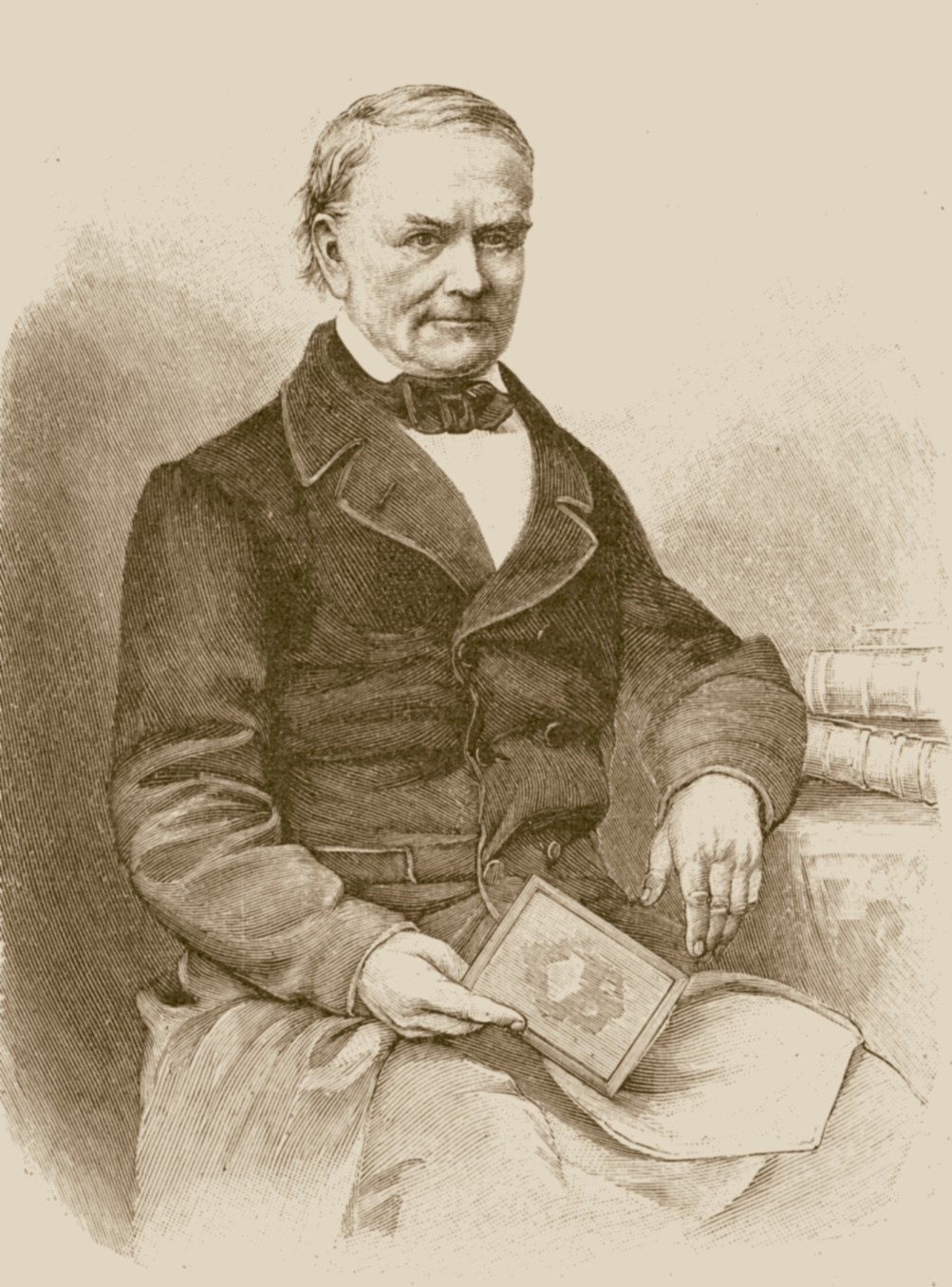
Karl Gustav Nieritz († 1876)

- 1876: Karl Gustav Nieritz, deutscher Volks- und Jugendschriftsteller
- 1880: Heinrich von Abendroth, sächsischer Generalleutnant und Militärschriftsteller
- 1880: Alexander von Villers, österreichischer Schriftsteller und Diplomat
- 1881: Gustav Richard Neumann, deutscher Schachspieler
- 1882: Julián Arcas, spanischer Gitarrist, Komponist und Gitarrenlehrer
- 1885: Theodor Harms, deutscher Theologe
- 1885: Herbert Stewart, britischer Generalmajor
- 1889: Fritz Tillisch, dänischer Jurist, Gutsherr und Minister
- 1890: Georg von Babich, österreichischer Feldmarschallleutnant
- 1890ː Caroline Marbouty, französische Schriftstellerin
- 1892: Henry Walter Bates, britischer Naturforscher, Evolutionsbiologe und Entomologe (Bates’sche Mimikry)
- 1895: Anton Abt, deutscher Theologe und Erzähler
- 1896: Carl Adler, deutscher Jurist und Politiker
- 1899: Félix Faure, französischer Politiker, Minister, Staatspräsident
- 1899: Noël Gaussail, französischer Geistlicher und römisch-katholischer Bischof von Perpignan-Elne
- 1900: Johann Christian Hackenschmidt, deutscher Korbmacher und Schriftsteller
- 1900: Julius Schrader, deutscher Maler

### 20. Jahrhundert

#### 1901–1950
- 1901: Truman Everts, US-amerikanischer Forscher
- 1907: Giosuè Carducci, italienischer Dichter und Redner, Literaturnobelpreisträger
- 1907: Clementine d’Orléans, Prinzessin von Frankreich
- 1907: Cornelius Fredericks, Kaptein der Bethanien-Nama
- 1907: Gustav Hertzberg, deutscher Autor, Alt- und Regionalhistoriker
- 1910: Hermine zu Waldeck und Pyrmont, deutsche Adelige
- 1911: Agnes Günther, deutsche Schriftstellerin
- 1912: Nikolai von Japan, russischer Mönch und orthodoxer Erzbischof von Tokio und Japan
- 1912: Emil Stoffella, österreichischer Internist

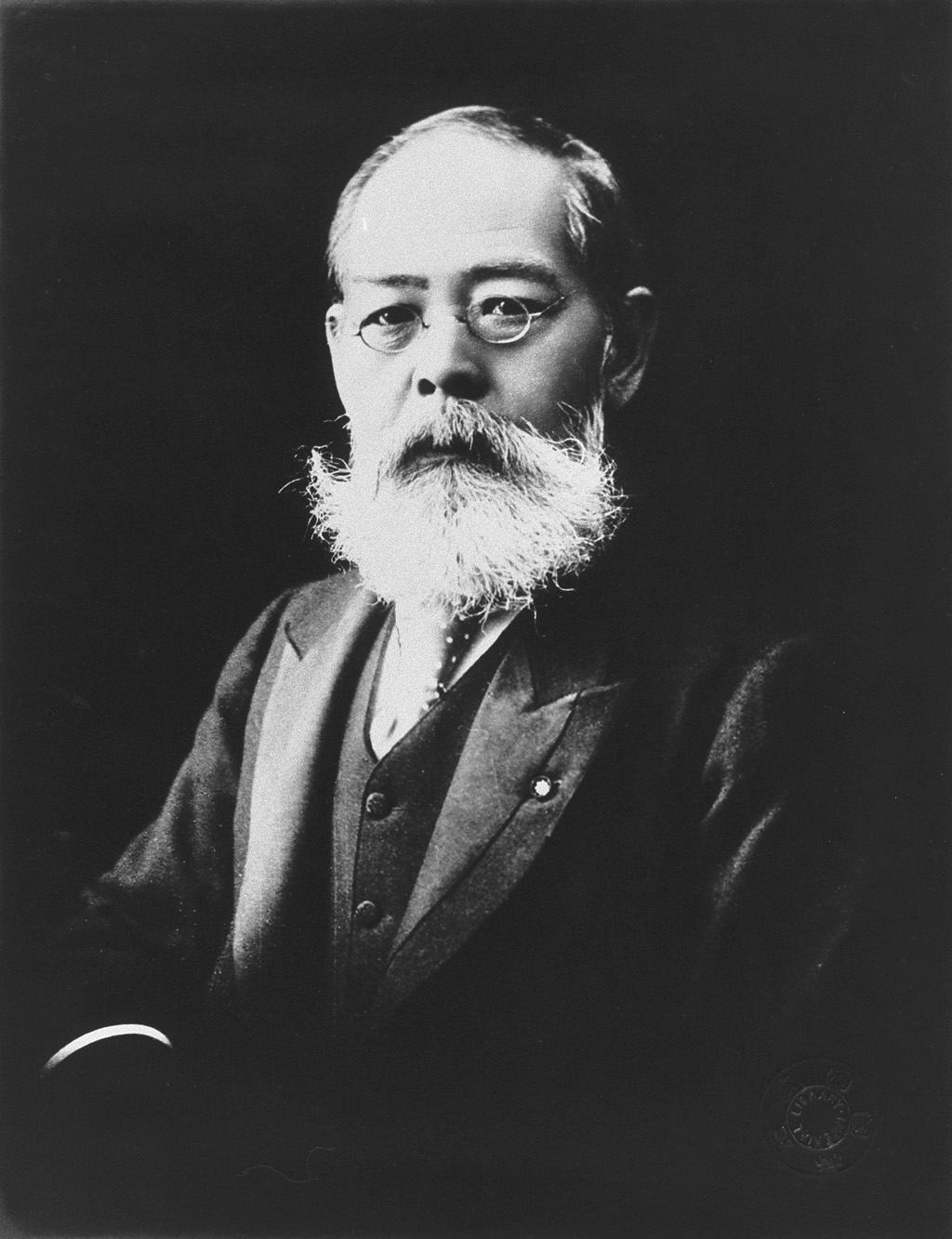
Aoki Shūzō († 1914)

- 1914: Aoki Shūzō, japanischer Diplomat und Politiker
- 1915ː Maria Michel, deutsche Lehrerin und Schriftstellerin
- 1917: Octave Mirbeau, französischer Journalist, Kunstkritiker und Romanautor
- 1919: John J. Adams, US-amerikanischer Jurist und Politiker
- 1919: Heinrich Bosse, deutsch-baltischer Geistlicher und evangelischer Märtyrer
- 1919: Rudolf Dittrich, österreichischer Musiker
- 1920: Johann Albrecht, deutscher Kolonialpolitiker, Regent von Braunschweig
- 1921: Ernst Ziel, deutscher Schriftsteller und Redakteur
- 1922: Paul von Andreae, deutscher Industrieller und Gutsbesitzer
- 1922: Newton Knight, Deserteur der Konföderierten Armee im Sezessionskrieg
- 1922: Curt von Prittwitz und Gaffron, deutscher Admiral
- 1922: Ferdinand Wittenbauer, österreichischer Techniker
- 1924: Wilhelm Schmidt, deutscher Ingenieur und Erfinder
- 1927: Otto Keller, deutscher Altphilologe
- 1927: Vittorio Amedeo Ranuzzi de’ Bianchi, italienischer Geistlicher, vatikanischer Diplomat, Kurienkardinal
- 1930: Elisabeth Lüderitz, deutsche Künstlerin
- 1931: Wilhelm von Gloeden, deutscher Fotograf in Sizilien, Pionier der Aktfotografie
- 1931: Dirk Schäfer, niederländischer Pianist und Komponist
- 1932: Julian Borchardt, deutscher Journalist und Politiker, MdL
- 1932: Ferdinand Buisson, französischer Politiker und Pädagoge, Friedensnobelpreisträger
- 1934: Marie Schnür, deutsche Malerin
- 1937: Lojze Bratuž, slowenischer Chorleiter und Komponist
- 1937: Paul Graetz, deutscher Kabarettist und Komiker
- 1938: Luigi Capotosti, italienischer Geistlicher, Bischof von Modigliana und Kurienkardinal
- 1938: Lew Lwowitsch Sedow, ältester Sohn von Leo Trotzki und dessen zweiter Frau Natalia Sedowa
- 1938: Otto zur Linde, deutscher Schriftsteller
- 1939: Jura Soyfer, österreichischer Schriftsteller
- 1940: Isidore Marie Joseph Dumortier, römisch-katholischer Bischof und apostolischer Vikar von Saigon
- 1942: Claire Beck-Loos, tschechoslowakische Fotografin und Schriftstellerin
- 1943: Hermann von Borries, ein deutscher Offizier

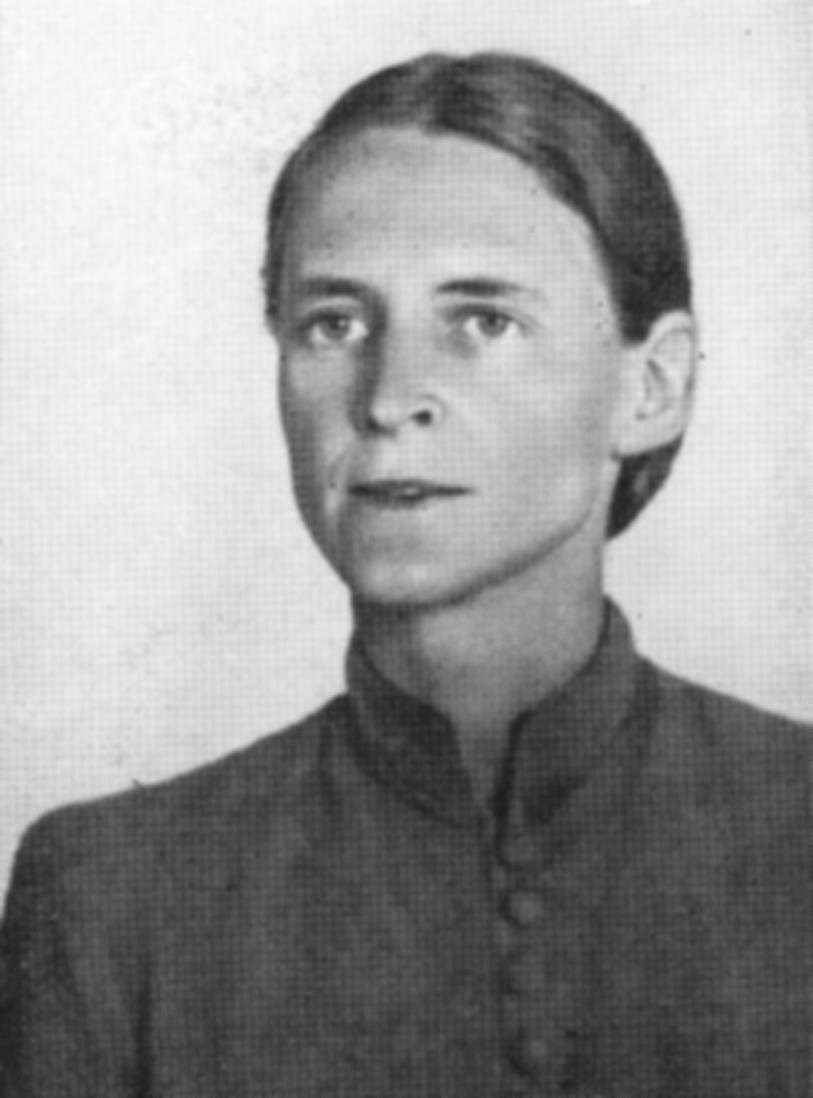
Mildred Harnack-Fish († 1943)

- 1943: Mildred Harnack-Fish, US-amerikanisch-deutsche Literaturwissenschaftlerin, Übersetzerin, Widerstandskämpferin
- 1944: Edmund von Borck, deutscher Komponist und Dirigent
- 1944: Bob Zurke, US-amerikanischer Jazzmusiker, Pianist, Komponist
- 1946: Peter Robens, deutscher Leichtathlet
- 1947ː Maud Joachim, englisch-britische Suffragette
- 1947: Alexander Löhr, österreichischer Offizier in der deutschen Luftwaffe, Generaloberst, Kriegsverbrecher
- 1948: Gennaro Granito Pignatelli di Belmonte, italienischer Geistlicher, vatikanischer Diplomat und Kurienkardinal
- 1948: Irmfried Eberl, österreichisch-deutscher SS-Arzt, Leiter zweier Tötungsanstalten und des Vernichtungslagers Treblinka, Kriegsverbrecher
- 1950: Beatriz Barbuy, brasilianische Astrophysikerin
- 1950: Victor Julius Franz, deutscher Zoologe

#### 1951–2000

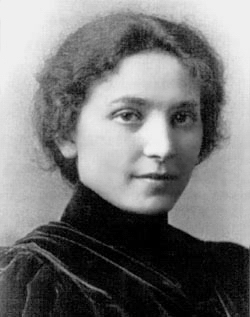
Senda Berenson Abbott († 1954)

- 1951: Hans Böckler, deutscher Politiker und Gewerkschaftsfunktionär
- 1951: Heinrich von Srbik, österreichischer Historiker
- 1952: Oskar Wettstein, Schweizer Journalist, Zeitungswissenschaftler und freisinniger Politiker
- 1954: Senda Berenson Abbott, US-amerikanische Sportlehrerin und Pionierin des Frauenbasketballs
- 1957: John Sealy Townsend, britischer Physiker
- 1957: Józef Hofmann, polnisch-US-amerikanischer Pianist, Komponist, Musiklehrer und Erfinder
- 1958: Victor Arendorff, schwedischer Schriftsteller, Journalist und Dichter
- 1958: Rudolf Pleil, deutscher Serienmörder (Der Totmacher)
- 1959: Tim Mara, US-amerikanischer American-Football-Funktionär
- 1960: Max Maag, Schweizer Unternehmer
- 1963: Friedrich Dessauer, deutscher Radiologe, Physiker, Politiker, MdR, Unternehmer und Publizist
- 1963: László Lajtha, ungarischer Komponist
- 1965: Liselotte Malkowsky, deutsche Schlagersängerin
- 1968: Paul Graetz, deutscher Offizier, erster Durchquerer Afrikas mit dem Automobil
- 1968: Healey Willan, kanadischer Komponist, Organist, Chorleiter und Musikpädagoge
- 1969: Gisela Arendt, deutsche Schwimmerin
- 1969: Gennaro Auricchio, italienischer Industrieller und Motorrad- sowie Automobilrennfahrer
- 1970: Margaretha von Plessen, deutsche Malerin
- 1970: Francis Peyton Rous, US-amerikanischer Pathologe, Krebsforscher, Nobelpreisträger

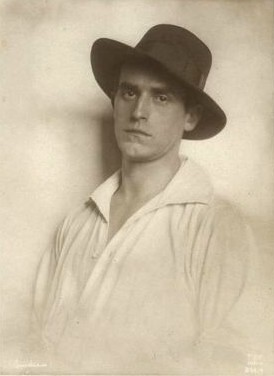
Carl de Vogt († 1970)

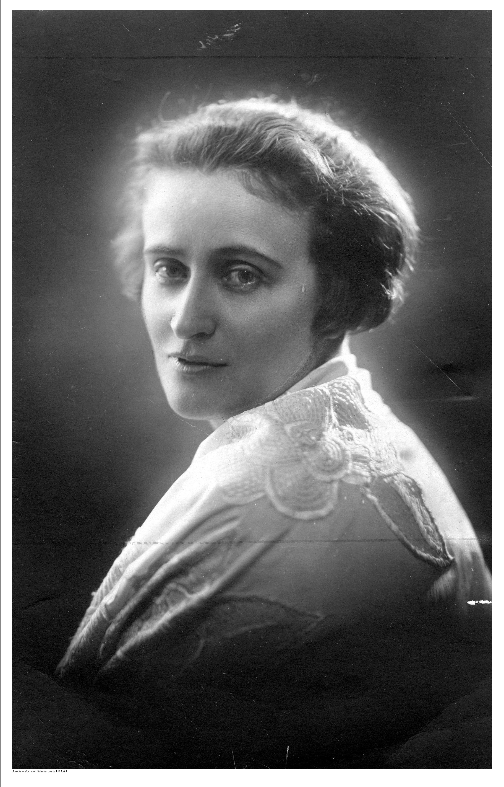
Kazimiera Iłłakowiczówna († 1983)

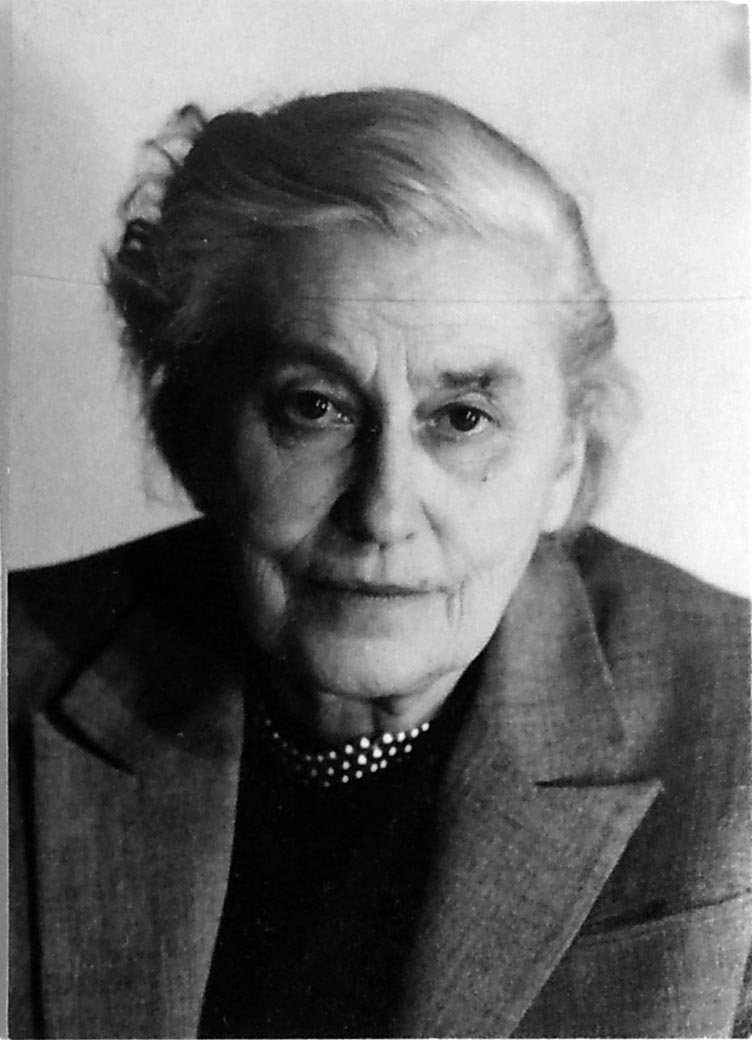
Hilde Claassen († 1988)

- 1970: Carl de Vogt, deutscher Schauspieler
- 1971: Fritz Kolbe, deutscher Spion und Widerstandskämpfer gegen den Nationalsozialismus
- 1972: Jakob Fischbacher, deutscher Politiker, MdL
- 1973: Georg Ferdinand Duckwitz, deutscher Diplomat
- 1973: Max Mack, deutscher Filmregisseur
- 1976: Wilhelm Gutmann, deutscher Politiker, MdL
- 1976: Franz Mühlenberg, deutscher Politiker, MdB
- 1976: Mary Saran, deutsche Publizistin
- 1977: Janani Luwum, anglikanischer Erzbischof von Uganda
- 1977: Rózsa Péter, ungarische Mathematikerin
- 1977: Josef Schlick, deutscher Unternehmer und Politiker, MdL, MdB
- 1978: Pipí Franco, dominikanischer Sänger und Komponist
- 1978: Svend Johannsen, dänischer Minderheitenpolitiker in Schleswig-Holstein
- 1980: Edward Thomas Copson, britischer Mathematiker
- 1980: Kurt Frör, deutscher evangelischer Geistlicher und Hochschullehrer
- 1980: Erich Hückel, deutscher Chemiker und Physiker
- 1980: Percy Legard, britischer Pentathlet, Nordischer Kombinierer und Offizier
- 1982: Heinrich Mauersberger, deutscher Ingenieur und Erfinder in der Textilindustrie (Malimo)
- 1982: Alí Primera, venezolanischer Komponist und Sänger von Protestmusik
- 1983: Kazimiera Iłłakowiczówna, polnische Lyrikerin und Übersetzerin
- 1984: Charles Oulmont, französischer Schriftsteller
- 1985: Sigfried Asche, deutscher Kunsthistoriker und Museumsdirektor
- 1985: Marian Engel, kanadische Schriftstellerin
- 1986: Howard Da Silva, US-amerikanischer Film- und Theaterschauspieler
- 1986: Anton Hilbert, deutscher Politiker, MdL, MdB
- 1987: Alois Brems, deutscher Priester, Bischof von Eichstätt
- 1987: Miguel Prado Paz, mexikanischer Komponist
- 1988: Jean Carignan, kanadischer Fiddle-Spieler
- 1988: Hildegard Claassen, deutsche Kunsthistorikerin
- 1988: Arturo Correa, puerto-ricanischer Schauspieler, Filmregisseur und -produzent
- 1988: Carlo Snider, Schweizer Kirchenrechtler
- 1989: Ida Ehre, österreichisch-deutsche Schauspielerin und Regisseurin

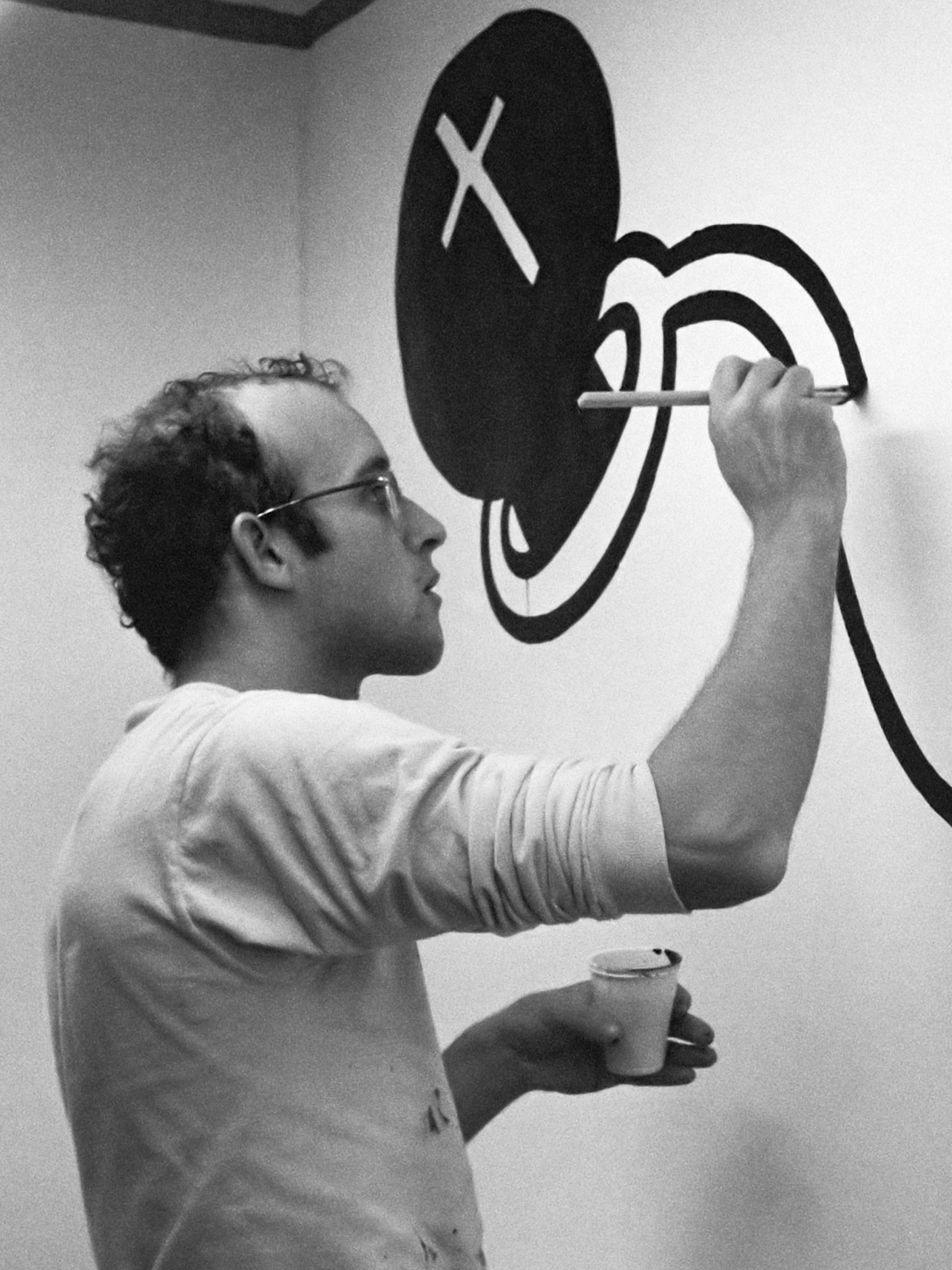
Keith Haring († 1990)

- 1990: Keith Haring, US-amerikanischer Künstler
- 1991: Luis Escobar Kirkpatrick, spanischer Schauspieler und Theaterleiter
- 1991: Max Strecker, deutscher Schauspieler
- 1992: George MacBeth, britischer Dichter und Schriftsteller aus Schottland
- 1992: Jânio Quadros, Präsident Brasiliens
- 1994: François Marty, französischer Geistlicher, Erzbischof von Reims und Paris, Kardinal
- 1996: Brownie McGhee, US-amerikanischer Blues-Sänger und Gitarrist
- 1997: Chien-Shiung Wu, chinesisch-US-amerikanische Physikerin
- 1999: Necil Kâzım Akses, türkischer Komponist
- 1999: Johan Kvandal, norwegischer Komponist, Dirigent, Organist und Musikkritiker
- 2000: Hugo Haß, deutscher Generalmajor
- 2000: Lilja Kedrowa, russische Schauspielerin

### 21. Jahrhundert
- 2001: William Howell Masters, US-amerikanischer Gynäkologe und Sexualforscher
- 2001: Helen Vita, deutsche Chansonnière, Schauspielerin und Kabarettistin
- 2002: Moisés Moleiro, venezolanischer Politiker und Historiker
- 2003: Aleksandar Tišma, serbischer Schriftsteller
- 2004: Shirley Strickland de la Hunty, australische Leichtathletin, Olympiasiegerin
- 2004: Doris Troy, US-amerikanische Soul-Sängerin
- 2005: Nicole DeHuff, US-amerikanische Schauspielerin
- 2005: Nariman Sadiq, letzte ägyptische Königin
- 2005: Marcello Viotti, italienischer Dirigent
- 2005: Gerry Wolff, deutscher Schauspieler
- 2006: Johnny Grunge, US-amerikanischer Wrestler
- 2006: Ernie Stautner, US-amerikanischer American-Football-Spieler und -Trainer
- 2008: Hans Leussink, deutscher Bauingenieur, Hochschullehrer und Politiker, Bundesminister
- 2009: Susanne von Almassy, österreichische Schauspielerin
- 2009: Konrad Dannenberg, deutsch-US-amerikanischer Raketenpionier
- 2011: Matti Ilmari Aura, finnischer Politiker
- 2011: Tonny van Ede, niederländischer Fußballspieler
- 2011: Len Lesser, US-amerikanischer Schauspieler

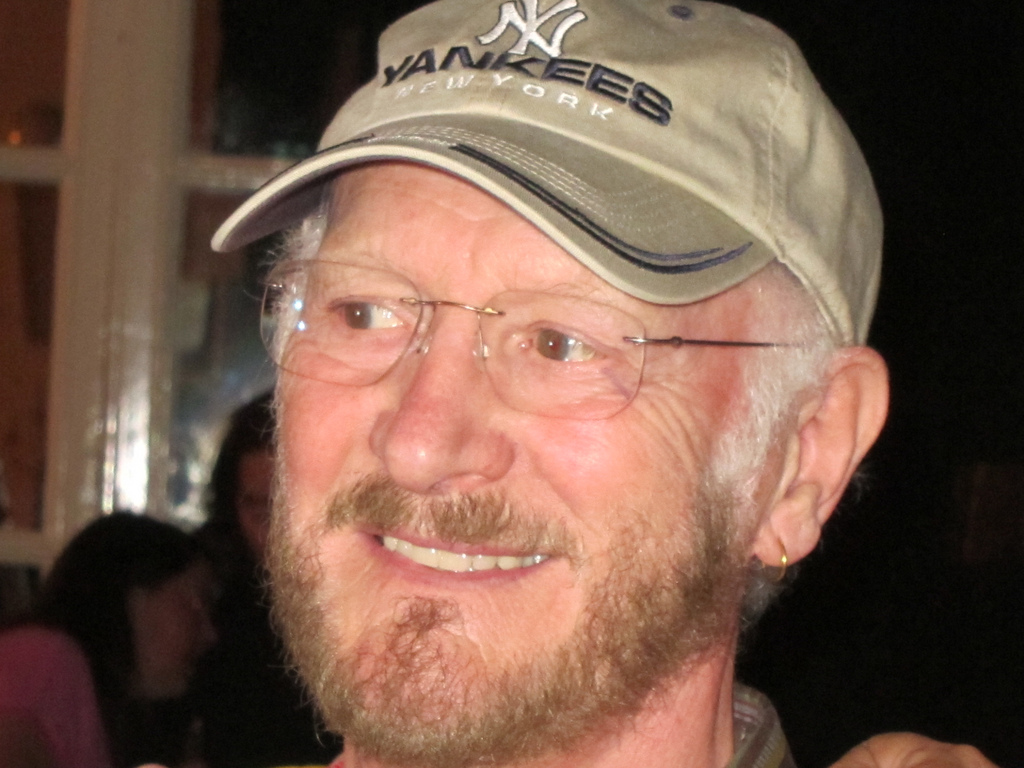
Tony Sheridan († 2013)

- 2013: Tony Sheridan, britischer Musiker
- 2014: Kralle Krawinkel, deutscher Gitarrist
- 2015: Lesley Gore, US-amerikanische Sängerin
- 2015: Heinrich Windelen, deutscher Politiker, Bundesminister
- 2016: Boutros Boutros-Ghali, ägyptischer Diplomat, sechster Generalsekretär der Vereinten Nationen
- 2016: Hans-Jacob Krümmel, deutscher Betriebswirt und Hochschullehrer
- 2017: Josef Augusta, tschechischer Eishockeytrainer und -spieler
- 2017: Dick Bruna, niederländischer Autor und Illustrator
- 2017: Jannis Kounellis, griechischer bildender Künstler
- 2018: Valentīna Freimane, lettisch-jüdische Film- und Theaterwissenschaftlerin
- 2018: Hans Rinner, österreichischer Unternehmer und Fußballfunktionär
- 2018: Jochen Schumann, deutscher Wirtschaftswissenschaftler
- 2019: Bruno Ganz, Schweizer Schauspieler
- 2020ː Jeanne-Marie de Boccard, Schweizer Juristin, Diplomatin und Frauenrechtlerin
- 2020: Hartmut Goethe, deutscher Schiffs- und Tropenmediziner
- 2021: Bernard Lown, US-amerikanischer Kardiologe, Nobelpreisträger
- 2021: Jan Sokol, tschechischer Philosoph, Hochschullehrer und Politiker, Minister
- 2022: Wayne Baughman, US-amerikanischer Ringer
- 2022: Gail Halvorsen, US-amerikanischer Militärpilot
- 2023: Tulsidas Balaram, indischer Fußballspieler
- 2023: Kim Fripp, kanadischer Skispringer
- 2023: Tim Lobinger, deutscher Stabhochspringer, Weltmeister
- 2023: Tony Marshall, deutscher Schlagersänger und Fernsehmoderator
- 2023: Yvette Monginou, französische Leichtathletin
- 2024: Alexei Nawalny, russischer Jurist, Aktivist und Politiker
- 2025ː Yolanda Montes, US-amerikanische Tänzerin, Schauspielerin und Sängerin

## Feier- und Gedenktage
- Kirchliche Gedenktage
  - Wilhelm Schmidt, deutscher Ingenieur (evangelisch)
  - Hl. Juliana von Nikomedia, römische Märtyrerin und Schutzpatron (katholisch)
- Namenstage
  - Juliana, Pamela
- Staatliche Feier- und Gedenktage
  - Litauen: Gründung der Ersten Litauischen Republik (1918)
  - Nordkorea: Tag des strahlenden Sterns, Geburtstag von Kim Jong-il

Weitere Einträge enthält die Liste von Gedenk- und Aktionstagen.